# 企業號航空母艦 (CV-6)
企業號航空母艦（英語：USS Enterprise，舷號CV-6，綽號幸運的E（Lucky E）、大E（Big E）和灰色幽靈（Gray Ghost）），是一艘隸屬於美國海軍的航空母艦，為約克鎮級航空母艦的二號艦。它是美軍第七艘以企業為名的軍艦，艦名源自美國獨立戰爭期間美軍俘獲並更名的一艘英國單桅縱帆船喬治號。
企業號在1934年開始建造，在1936年下水，並於1938年服役。接著企業號參與了一次艦隊解難演習，在1940年編入駐太平洋的戰鬥部隊。1941年美國太平洋艦隊重設後，企業號仍舊留在太平洋服役。
1941年12月7日，日本海軍偷襲珍珠港。企業號原定在前一日進入港口，但因風浪而有所延誤，僥倖避過一劫。此後企業號參與了美國海軍在太平洋戰爭的大部分重要戰鬥，由早期的空襲東京、中途島海戰及瓜達爾卡納爾島戰役，到美軍反攻的吉爾伯特及馬紹爾群島戰事、馬里亞納群島及帛琉戰事、菲律賓戰役及雷伊泰灣海戰，以及晚期的硫磺及琉球群島戰事。1945年5月沖繩戰役期間，企業號接連被神風特攻隊自殺飛機擊傷，被迫返回美國維修，使之錯過日本投降前最後三個月的戰鬥。雖然本艦最後無緣參加剩下的戰鬥，但其在太平洋戰爭期間，擊沉敵艦71艘，擊傷敵艦192艘，空中擊落敵機404架，地面擊毀敵機507架，於太平洋戰區參戰20場，並獲得數十枚戰爭表揚獎章，為人類史上最輝煌戰績，與超過70年人類史上最優秀功勳紀錄保持艦。
大戰結束後，戰績彪炳的企業號參與了接載美軍返國的魔毯行動，最後在1947年退役停放。美國海軍部長福萊斯特曾稱讚企業號為美國海軍於第二次世界大戰的最佳象徵，並請求政府將企業號如同憲法號一樣永久保存，然而企業號在戰後多次的捐贈計畫都因故失敗。1952年及1953年企業號先後被重編為攻擊航母及反潛航母，但艦體並沒有作任何改裝。1956年海軍將企業號除籍並出售拆解。艦艇的老兵組織試圖籌款購入企業號不果，而企業號最終在1958年拆解。在老兵的強烈要求下，海軍將在同年開始建造的全球第一艘核動力航空母艦命名為企業，以資紀念。

## 建造及艦隊解難演習

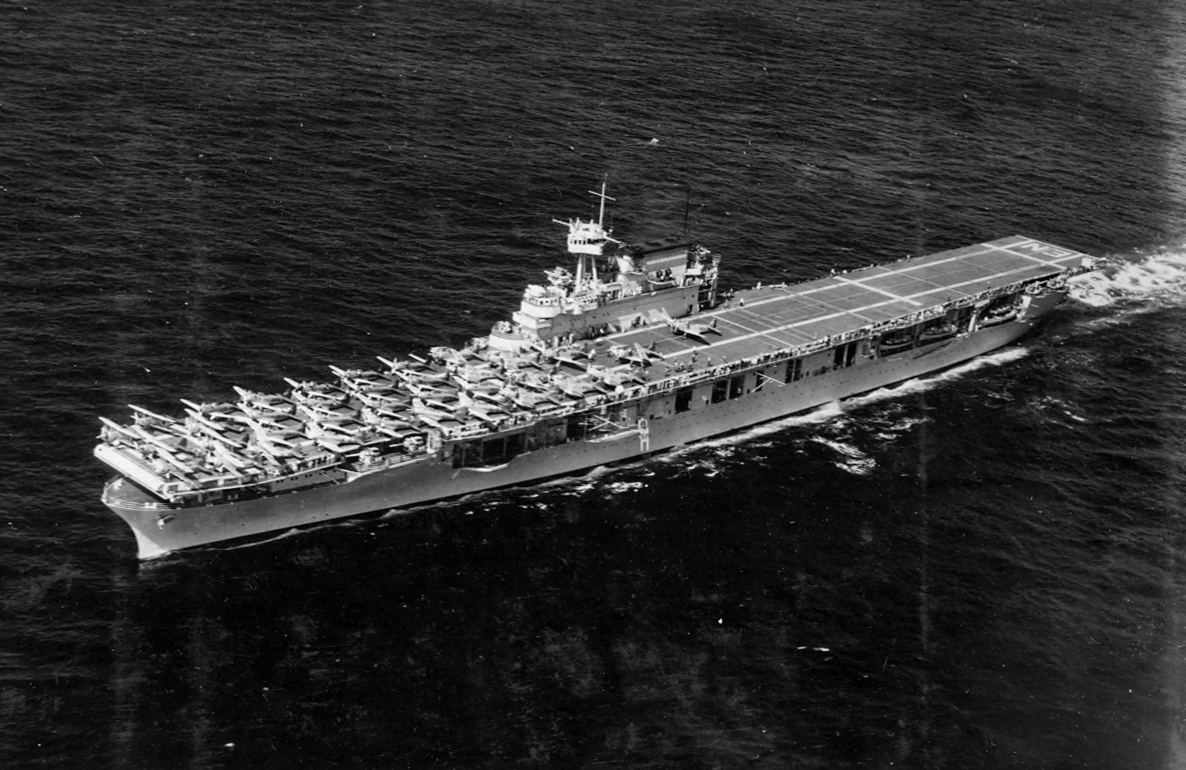
1939年，企業號正在海上航行。此時企業號仍以戰前裝備為主，並未配置F4F等新式戰機，而艦艉仍然漆上EN的識別字樣。

企業號1934年7月16日於紐波特紐斯造船廠開始建造。其時美國經濟尚未從經濟大蕭條中恢復，而美國國會又緊縮海軍經費，使企業號的建造進度緩慢。1936年10月3日，企業號下水，由當時的美國海軍部長克勞德·史旺森的夫人擲瓶，但艦隻設施尚未建造完畢。1938年5月12日，企業號終於在海軍正式服役，旋即與駐艦的航母航空聯隊在近海訓練。7月18日，企業號前往加勒比海及南大西洋試航，期間曾到訪波多黎各、海地、里約熱內盧及關塔那摩灣，在9月22日返抵漢普頓錨地。
1939年1月9日，企業號與約克鎮號一同離開諾福克，前往加勒比海，並與前來的太平洋艦隊軍艦會合，預備參與第20號艦隊解難演習。演習前夕企業號等與駐太平洋的列星頓號及遊騎兵號集結，在恩斯特·金恩中將指揮下作聯合飛行特訓。這是美國當時有史以來最大規模的航母集結，海軍要到1943年10月才有能力編組更大規模航母艦隊。不過，由於企業號及約克鎮號的艦載機隊欠缺訓練，故此只獲准在天氣良好及日間派出飛機執勤，避免意外發生。
2月20日，解難演習正式舉行。演習分為三部分，首部分是戰略演習，海軍將艦隊分為黑方及白方：黑方扮演島嶼防守國家，負責守衛波多黎各；而白方則扮演進攻國家，由亞速爾群島前往登陸波多黎各。企業號、約克鎮號及列星頓號被編入白方，而遊騎兵號則編入黑方。在金恩的指揮下，21日企業號等搜索遊騎兵號不果，僅「擊沉」黑方數艘前來攔截登陸部隊的巡洋艦。23日金恩派約克鎮號專責艦隊防空，並另外編組以企業號及列星頓號為中心的特遣艦隊。24日早上列星頓號再派出飛機偵察遊騎兵號，而企業號則派轟炸機空襲黑方機場及水上飛機母艦；但就在兩艦派出飛機前夕，黑方PBY發現白方航母，然後接連發動攻擊，迫使白方將目標改為防空。下午馬克·密茲契上校再帶領兩隊PBY攻擊，並「擊傷」列星頓號。25日上午企業號終可派出機隊攻擊，並先後「擊沉」了蘭利號及萊特號兩艘水上飛機母艦。但與此同時遊騎兵號的艦載電偵系統卻發現了企業號，並在不久派出轟炸機將之「擊沉」。首階段演習以雙方接近平手告終。第二階段演習為戰艦之間的艦隊決戰，企業號等僅從旁輔助，派魚雷及俯衝轟炸機攻擊對方水面軍艦。第三階段則是登陸演習，艦隊與陸戰隊聯合登陸波多黎各庫萊布拉島。
解難演習在27日結束後，企業號繼續在加勒比海與艦隊演習，然後回到漢普頓錨地。起初海軍打算在4月29日將所有艦隊集結到紐約，為世界博覽會揭幕，既向國內宣傳海軍之重要，亦讓艦隊水兵可稍作休假。不過美國總統小羅斯福為免太平洋軍力過低，在4月15日下令駐太平洋的戰鬥部隊返回駐地。與此同時，企業號與約克鎮號一同調往太平洋，與遊騎兵號交換崗位。20日企業號離開諾福克並橫越巴拿馬運河，在5月2日抵達新母港聖地牙哥，並加入戰鬥部隊。
轉到太平洋後，企業號繼續日常訓練，並在7月三藩市世界博覽會舉行期間，於港內下錨停泊。接著企業號主要在美國西岸及夏威夷海域訓練，並與其他航空母艦輪流進入船廠維修。1940年4月第21號艦隊解難演習結束後，小羅斯福下令戰鬥及偵察部隊將母港由聖地牙哥前移至珍珠港，以威懾加緊侵華的日本。此後企業號與其他航母輪流在中太平洋及美國西岸之間巡航。企業號亦在此段時間裝上了CXAM雷達，為海軍首批安裝艦載雷達的軍艦之一。
1941年2月，海軍重設太平洋艦隊，而企業號繼續在夏威夷及美國西岸之間執勤。同年11月28日，企業號搭載了美國海軍陸戰隊的飛機，聯同第8特遣艦隊前往增援威克島，以增強海軍對馬紹爾群島的偵察能力。12月4日企業號派出陸戰隊的飛機後返航，並預定在6日返抵珍珠港。

## 珍珠港事件與威克島失陷
1941年12月6日，企業號在公海遇到強烈風浪，使航程有所延誤。次日早上6時15分，艦隊指揮小威廉·海爾賽先派出企業號兩架SBD轟炸機前往珍珠港的福特島機場，以運送有關增援威克島的機密信息；而到37分企業號則派出16架SBD為艦隊作海面偵察。此時企業號約莫在瓦胡島以西200海浬。
8時20分，企業號首兩架SBD飛抵瓦胡島，發現珍珠港上空滿佈防空炮火，而機場上空又有多架「陸軍航空隊」飛機盤旋。正當兩機狐疑之際，多架零式戰鬥機突然出現並開始攻擊。兩機在看到零式機翼的旭日圖案，才醒悟珍珠港遭到日本空襲。然而兩機最終成功擺脫零式，兼且撐過密集的友軍防空火炮，奇蹟地降落到珍珠港中央的福特島機場。不久餘下的15架SBD也抵達珍珠港，並有13架成功降落。
在企業號，海爾賽於8時已經接到珍珠港的警報，稱港口遭到日軍空襲。企業號隨即派出F4F戰鬥機戒備，並且等待日本艦隊偵察報告。不久福特島的SBD起飛向西南索敵，但只發現逃出港口並嘗試與企業號會合的美軍艦艇。五架SBD最終成功返回企業號，而另外兩架則成功在福特島降落，其他全部遭零式或友軍火炮擊落。下午海爾賽接獲發現日本航母及登陸艦的錯誤情報，派出艦上的轟炸機前往攻擊，最終沒有發現，在入黑後安全返航；不過護航的F4F由於燃油不足，最終決定降落到夏威夷，結果又有數架被友軍擊落。
8日傍晚，企業號進入珍珠港停泊補給，並在次日清晨離開，到夏威夷西北海域搜索。10日早上企業號的SBD發現了日本伊70潛艇，並將之擊沉。接著數日企業號多次遭到日本潛艇攻擊，但避開了所有魚雷。16日企業號回到珍珠港補給，再在19日離開，前往掩護增援威克島的列星頓號及薩拉托加號，但威廉·培伊在22日中止救援行動，而威克島則在23日投降。31日企業號返抵珍珠港。

## 馬紹爾、吉爾伯特、威克島、南鳥島空襲

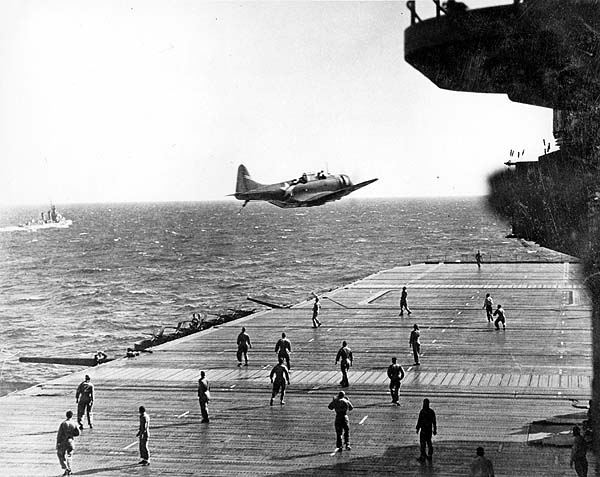
1942年5月18日，企業號及大黃蜂號正從南太平洋趕回珍珠港，預備參與中途島戰役。早前兩艦參與了空襲東京，並因此錯過了珊瑚海海戰。相中可見一架SBD在企業號甲板低飛，並空投信息便條。在無線電通訊容易出錯的時代，艦載飛機經常會以類似方法向母艦溝通，將紙條塞入諸如豆袋等重物，然後空投到飛行甲板。數十年後中途島號在西貢撤僑的常風行動中，一個南越少將亦曾駕駛O-1定翼機，以同樣方法向中途島號傳達降落信息，最後成功降落。

1942年1月9日，企業號前往南太平洋美屬薩摩亞，預備與增援該處的約克鎮號會合。其時日軍迅速控制了俾斯麥群島，新任太平洋艦隊總司令尼米茲決定派航母空襲馬紹爾群島及吉爾伯特群島，以提昇艦隊士氣。25日企業號與法蘭克·傑克·弗萊徹指揮的約克鎮號編隊一同離開薩摩亞，前往中太平洋。31日兩艦分道揚鑣，企業號前往空襲北部的沃特傑、艾盧克、瓜加林及馬洛埃拉普環礁，而約克鎮號則空襲賈盧伊特、馬金和米利三個馬紹爾南部環礁。
2月1日早，企業號陸續派出轟炸機攻擊各個環礁。攻擊瓜加林的機隊因迷霧之故，而未能評估日軍損毀。戰後調查發現企業號當日擊沉了一艘運輸船以及驅潛艇，並擊傷了香取號輕巡洋艦等九艘軍艦。至於攻擊馬洛埃拉普的轟炸機輕傷了該處機場；攻擊沃特傑的機隊與雷蒙德·斯普魯恩斯的巡洋艦隊作聯合進攻，但成效不大；而炮擊艾盧克的切斯特號重巡洋艦更遭日軍飛機擊傷。不過約克鎮號因天氣惡劣之故，其空襲成果比企業號更差，只輕傷了數艘小型船艦。2月7日約克鎮號返抵珍珠港補給，而企業號則在8日入港。
接著約克鎮號前往珊瑚海，而在美國海軍軍令部長金恩的要求下，企業號再次前往中太平洋，試圖分散日軍在南太平洋的兵力。2月14日企業號離開珍珠港，在24日再次空襲威克島，並聯同巡洋艦一同攻擊，不過日軍損壞甚少。3月4日企業號空襲了南鳥島，同樣沒有太大成效。10日企業號返抵珍珠港休整，並且安裝了32挺單裝奧利岡20毫米防空機砲，以增強防空火力。

## 空襲東京
此時美國正打算派陸軍航空隊的中程轟炸機空襲日本，以提升國民士氣。早在2月大黃蜂號便曾成功在海上試飛B-25轟炸機，到4月2日大黃蜂號的第18特遣艦隊離開阿拉米達，啟程直接前往中太平洋，預備空襲東京。由於大黃蜂號的飛行甲板泊滿了陸軍轟炸機，艦載機無法起飛，故此尼米茲派企業號負責掩護。8日企業號離開珍珠港，在13日與大黃蜂號會合。
詹姆斯·杜立德原希望海爾賽可以在日本400海浬外派出轟炸機，但艦隊在18日早上7時45分遭到日本情報漁船發現。雖然納什維爾號輕巡洋艦先後擊沉了三艘漁船，但艦隊卻截聽到漁船對外發出「發現三艘航空母艦」信息。恐於被日本海軍攻擊，海爾賽下令轟炸機即時起飛。8時15分杜立德的轟炸機在離東京約668海浬的惡劣海域成功起飛，而企業號及大黃蜂號則即時調頭，在4月25日返抵珍珠港。

## 中途島海戰

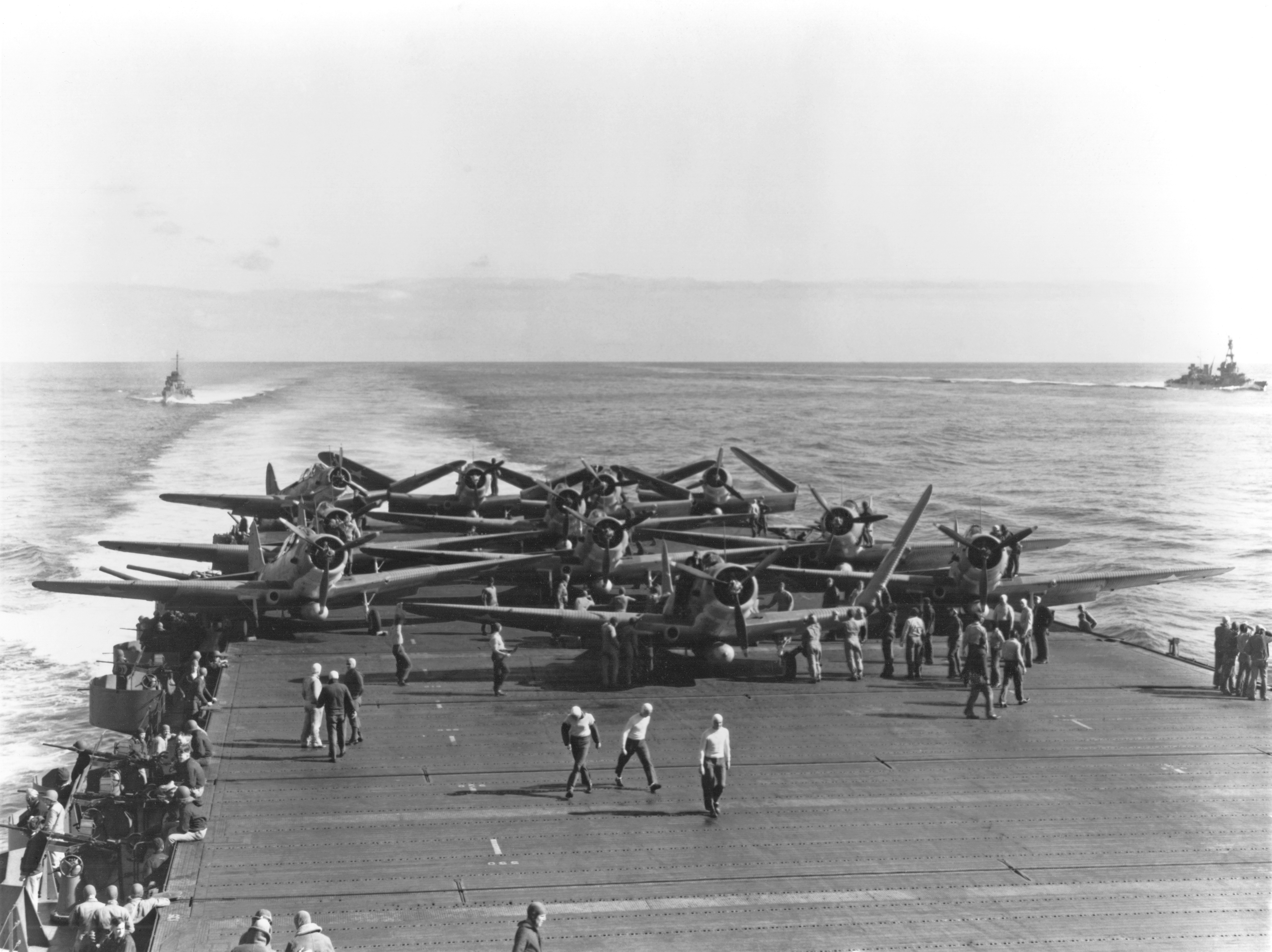
1942年6月4日上午，企業號的魚雷轟炸機正預備起飛。早前企業號的起飛作業遭到多次延誤，使企業號的魚雷轟炸機無法及時起飛，與其他機隊同時出發。企業號起初的機隊索敵路線完全偏離目標，不過在幸運與巧合下，企業號的轟炸機最終都找到日本機動艦隊，而其俯衝轟炸機在海戰更擊沉了日軍四艘航母中的三艘。

當企業號返抵珍珠港之際，尼米茲已得悉日軍下一個進攻目標為莫爾茲比港，而太平洋艦隊只有列星頓號及約克鎮號在南太平洋，難以防守日軍進攻。28日企業號及大黃蜂號離開珍珠港，趕往珊瑚海。5月6日兩艦橫越赤道時，珊瑚海海戰已經爆發，兩艦無法趕及參與。接著企業號及大黃蜂號繼續在南太平洋巡航，以防備未有受損的瑞鶴號航空母艦攻擊瑙魯海域。此時尼米茲知道日本即將進攻中途島，命海爾賽故意讓日本水上偵察飛機發現，以迷惑日本美國航母艦隊的主力仍在南太平洋，然後在15日才掉頭向北，在26日返抵珍珠港。
5月28日，企業號及大黃蜂號組成第16特遣艦隊，並在斯普魯恩斯指揮下離開珍珠港。而弗萊徹的第17特遣艦隊與約克鎮號則在29日離港。兩支分隊在6月2日會合，並於中途島東北海域埋伏，靜待日本航母攻擊中途島。4日清晨4時30分，日軍航母開始派飛機空襲中途島，而此時弗萊徹則派約克鎮號10架SBD無畏式俯衝轟炸機前往搜索日本艦隊。5時34分，弗萊徹截獲一架PBY偵察機的通訊，約莫瞭解日本「兩艘航母」位置，命斯普魯恩斯先派企業號及大黃蜂號攻擊，而約克鎮號則會殿後，以待更準確情報再作出擊。7時2分，企業號及大黃蜂號開始派出艦上全部機隊；而約克鎮號則在8時38分派出艦上一半飛機增援。
然而，企業號及大黃蜂號起初幾乎鐵定無法找到日本艦隊攻擊。首先，斯普魯恩斯的首席航空參謀米爾斯·白朗寧下令兩艦機隊在空中編組陣形後，才向西搜索日軍機動艦隊，而兩艦首先起飛的卻是油量最少的F4F戰鬥機。兩艦要到8時左右才派出全部機隊，而最先出發的F4F已經消耗了不少燃油。第二，兩艦機隊定下的索敵路線，事實上全部都遠離南雲忠一的艦隊：企業號的機隊向西南偏南進發，而大黃蜂號則向正西搜索，只有約克鎮號定出了準確而直接的西南飛行路線。大部分大黃蜂號的機隊最終沒有找到日軍，並且在半空違抗上級命令而私自轉向或調頭。
企業號的機隊表現起初亦不如人意。7時5分企業號先派出守衛艦隊的10架F4F戰鬥機，然後預備依次派出第6偵察機隊及第6俯衝轟炸機隊的SBD轟炸機。不過兩支機隊的SBD在預熱引擎時，卻有四架飛機出現故障，而要使用前部升降台送回機庫。與此同時，第6俯衝轟炸機隊因掛載1,000磅炸彈而負重較大，又須要從企業號艦艉飛行甲板起飛，使水兵無法使用艦艉升降台運載戰鬥機及魚雷機隊上甲板。這使企業號的機隊出擊不斷延誤。7時40分，斯普魯恩斯接獲日軍偵察機的發現報告（該機隸屬利根號重巡洋艦），認為自己的位置已為南雲忠一所知，但企業號的俯衝轟炸機仍在上空等待魚雷機隊。雖然白朗寧是艦隊實際的航空司令，而非水面艦艇訓練出身的斯普魯恩斯，但斯普魯恩斯最終決定繞過白朗寧。45分斯普魯恩斯透過燈號下令企業號在空中的俯衝轟炸機先行出發。
當企業號的俯衝轟炸機遠離後，第6魚雷轟炸機隊的14架TBD蹂躪者式魚雷轟炸機才陸續起飛。由於肯定無法追上俯衝轟炸機，機隊隊長歐根·林西決定採取較直接的西南航向，以縮窄航距。在白朗寧的指令下，林西與第6戰鬥機隊隊長詹姆士·格雷（James S. Gray）議定，將戰鬥機置於魚雷機隊上空，待林西示意才向下俯衝支援。然而格雷在高空雲層的阻隔下，很快便與林西失散，誤打誤撞地跟上了大黃蜂號的第8魚雷轟炸機隊。9時17分，格雷等F4F看到大黃蜂號的魚雷轟炸機向下俯衝，但卻收不到任何示意，只好繼續在日本艦隊上空高處盤旋，並順道等待企業號的俯衝轟炸機。
9時30分，林西的魚雷機隊看到北面有軍艦發出黑煙：該等煙霧是利根號及筑摩號重巡洋艦向南雲發出的示警信息，指大黃蜂號的魚雷機隊正在迫近。這使林西的機隊得以發現日軍，而轉向攻擊。10時林西的機隊迫近加賀號航空母艦，使機動艦隊轉向北方迴避。不久零式戰鬥機前來攔截，林西以無線電示意格雷支援，但當時格雷的F4F機隊已經消耗了大部分燃油。幾經掙扎下，格雷決定不作支援，並帶全體F4F返回企業號，同時以無線電向斯普魯恩斯報告發現兩艘航空母艦。這使林西的魚雷機隊多被零式擊落，攻擊全部失效。
此時企業號的俯衝轟炸機抵達預定搜索地點，但眼下只有汪洋大海，機隊隊長克勞倫斯·麥克拉斯基決定轉向西北搜索。10時麥克拉斯基發現了嵐號驅逐艦的航跡：該艦在早上8時到9時55分期間，一直在追擊鸚鵡螺號潛艇，遠離機動艦隊。到10時嵐號決定調頭，並加速趕回艦隊。麥克拉斯基的32架轟炸機即時展開跟蹤。
10時16分，日本機動艦隊因美軍的魚雷轟炸機攻擊，而陣形四散：赤城號與加賀號偏處南方，而飛龍號及蒼龍號則在北方。此時企業號的俯衝轟炸機發現了南面的航母，而約克鎮號俯衝轟炸機則發現了蒼龍號。兩艦機隊巧合地同時發動攻擊，縱然兩者之間並沒有任何通訊聯繫。企業號的機隊因一時誤會，使超過27架轟炸機同時攻擊加賀號，迅即將其摧毀；只有三架轟炸機及時轉向並轟炸赤城號，更只有一枚炸彈擊中。然而該枚炸彈卻引爆了赤城號機庫的飛機武裝，引發多波後續爆炸。再加上約克鎮號同時摧毀了蒼龍號，短短數分鐘之內日本機動艦隊便喪失了三艘航母。
正午到下午2時42分，約克鎮號兩次被飛龍號的機隊反擊重創，迫使弗萊徹將旗艦轉移至阿斯托里亞號重巡洋艦，所屬飛機全部轉到企業號及大黃蜂號降落。45分約克鎮號部分偵察轟炸機降落到企業號，並將飛龍號的動向親自傳達給接管戰術指揮的斯普魯恩斯。下午3時30分，企業號派出24架SBD反擊（當中有10架來自約克鎮號），並在5時將飛龍號摧毀。
傍晚斯普魯恩斯收回所有飛機後，即時向東後撤，而沒有追擊日本艦隊。5日早上8時，美軍接獲尚未沉沒的飛龍號發現報告，但斯普魯恩斯礙於情報準確性及SBD的裝備考慮，而要到下午3時才派出機隊。大黃蜂號先派出32架轟炸機，而企業號則緊接派出33架。傍晚6時20分，大黃蜂號機隊發現了谷風號驅逐艦，該艦是山本五十六親自下令折返，以拯救飛龍號機房的生還者，並且擊沉飛龍號。由於飛龍號早在上午9時已經沉沒，美日雙方自然無法找到目標。入黑後斯普魯恩斯在7時30分下令兩艘航母打開射燈並照向天空，以方便飛機返航。大黃蜂號的射燈在8時已經關掉，但企業號的射燈一直提供照明至10時30分。這时美軍只有一架飛機未能成功返航。
6日上午6時45分，企業號的偵察機發現了最上號及三隈號兩艘重巡洋艦。兩艦在早前於迷霧中相撞受創，正向後方撤退。偵察機起初回報發現一艘戰艦及一艘戰列巡洋艦，不過卻誤傳為一艘戰艦及一艘航空母艦。到7時30分偵察機將原報告帶返企業號時，斯普魯恩斯便懷疑日本仍有兩支小艦隊活動。為確實情報，斯普魯恩斯先派出巡洋艦的水上飛機再作偵察，在8時命大黃蜂號機隊出擊，而企業號的機隊則在中午出擊。中午大黃蜂號的33架飛機同時攻擊最上號及三隈號，但僅輕傷了兩艦以及朝潮號驅逐艦。中午後企業號共46架飛機再作攻擊，才重創兩艘重巡洋艦。下午大黃蜂號的機隊再次出動，並在2時30分再次攻擊。然而日方最終只損失了三隈號，最上號及其他軍艦均成功撤返特魯克。
海戰結束後，企業號等返回珍珠港休整，並在13日抵達。接著企業號進入珍珠港船塢維修，並重新編組機隊。

## 瓜達爾卡納爾島戰役
1942年7月15日，以企業號為核心、由托馬斯·金凱德指揮的第16特遣艦隊離開珍珠港，前往南太平洋，並在24日抵達湯加。26日企業號與薩拉托加號（第11特遣艦隊，弗萊徹指揮）及胡蜂號（第18特遣艦隊）等在斐濟外海會合。三支艦隊再合組為第61特遣艦隊，然後掩護登陸艦前往瓜達爾卡納爾島。8月7日陸戰隊登陸並佔據了圖拉吉以及瓜島部分地區，包括亨德森機場。美日地面部隊的長期戰鬥自此展開。
由於美軍登陸順利，第61特遣艦隊司令弗萊徹在9日決定將其航母部隊後撤補油。這項爭議性舉措令凱利·屠納陸戰隊的補給艦喪失空中掩護，使美軍巡洋艦及驅逐艦在薩沃島海戰遭遇慘敗。

### 東所羅門海戰

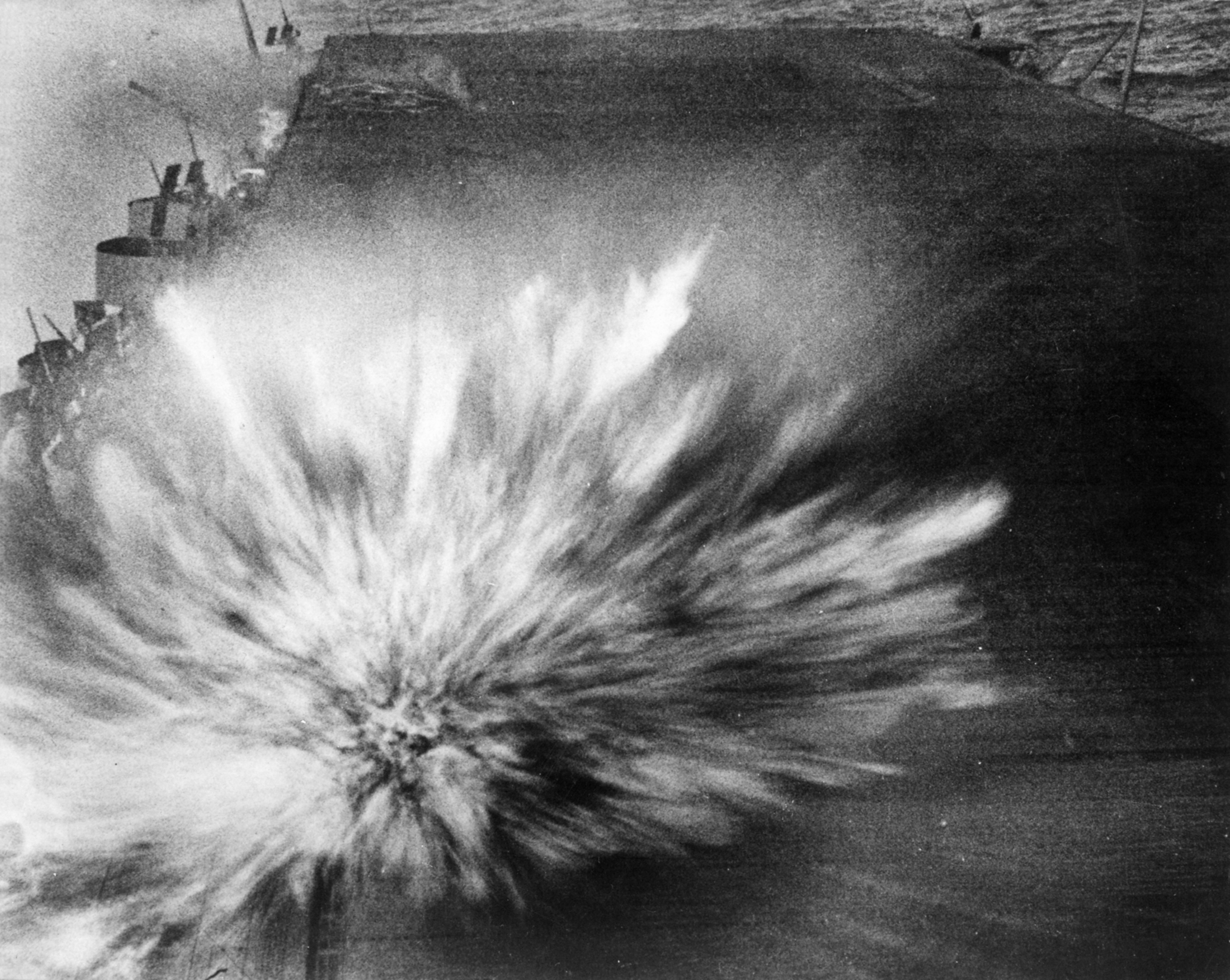
1942年8月24日下午，企業號在東所羅門海戰接連遭到日本轟炸機攻擊。相片拍下了企業號被第二枚炸彈擊中時的畫面。在爆炸煙霧後方，可見企業號右舷的防空炮座已被30秒前另一枚炸彈摧毀，而艦艉升降台亦受損冒煙。

此時南雲忠一開始籌備新一波海軍攻勢，以重奪瓜島一帶海域的控制權，從以孤立登陸的陸戰隊。8月中旬日軍艦隊陸續離開特魯克，前往南太平洋。23日薩拉托加號接獲日軍的先遣登陸部隊情報，但無法找到對方。下午弗萊徹下令胡蜂號離隊補油，使接著的海戰只有企業號及薩拉托加號兩艘航母參加。
8月24日上午9時，原忠一的誘餌艦隊被美軍發現。接近中午時分，弗萊徹先派企業號的偵察機搜索日軍航空母艦，然後在下午1時45分先後派薩拉托加號及企業號的機隊攻擊原忠一。但當兩艦的機隊依次起飛之際，企業號的偵察機發現了翔鶴號和瑞鶴號，而此消息卻因通訊問題而沒有傳達給弗萊徹。
下午2時40分至3時50分，企業號的偵察機分別攻擊了日軍兩支分遣艦隊，並輕傷了翔鶴號；而薩拉托加號則擊毀了用作誘餌的龍驤號航空母艦。然而這波攻擊卻使南雲艦隊有機可乘。下午3時及4時翔鶴號和瑞鶴號先後派出兩波機隊攻擊。
此時弗萊徹仍不清楚日軍主力航母位置，但他卻提早命企業號及薩拉托加號準備F4F迎擊。4時20分企業號的F4F雷達發現日軍艦載機，但因通訊問題而無法在遠距攔截。41分企業號開始遭到數十架日軍飛機集中攻擊。首枚炸彈穿過艦艉升降台，貫穿飛行甲板及機庫甲板，然後在第三層甲板爆炸，引發大火，並摧毀艦艉右舷多座防空炮。30秒後第二枚炸彈在艦島後方爆炸，並引爆艦內的5吋火炮及20毫米機炮的彈藥，引發另一波大火。45分第三枚炸彈擊中艦身中央的升降台，但沒有爆炸。三枚炸彈攻擊一共造成74人死亡，95人受傷，並且卡死舷機。
日軍首輪攻擊結束後，企業號的損管人員在一小時便控制了火勢，並填補了飛行甲板破洞。5時49分企業號可恢復飛行作業，而舵機則在7時恢復正常。晚上企業號向後撤退，在31日於湯加塔布島短暫停留，最後於9月10日返抵珍珠港維修。

### 聖克魯斯群島戰役

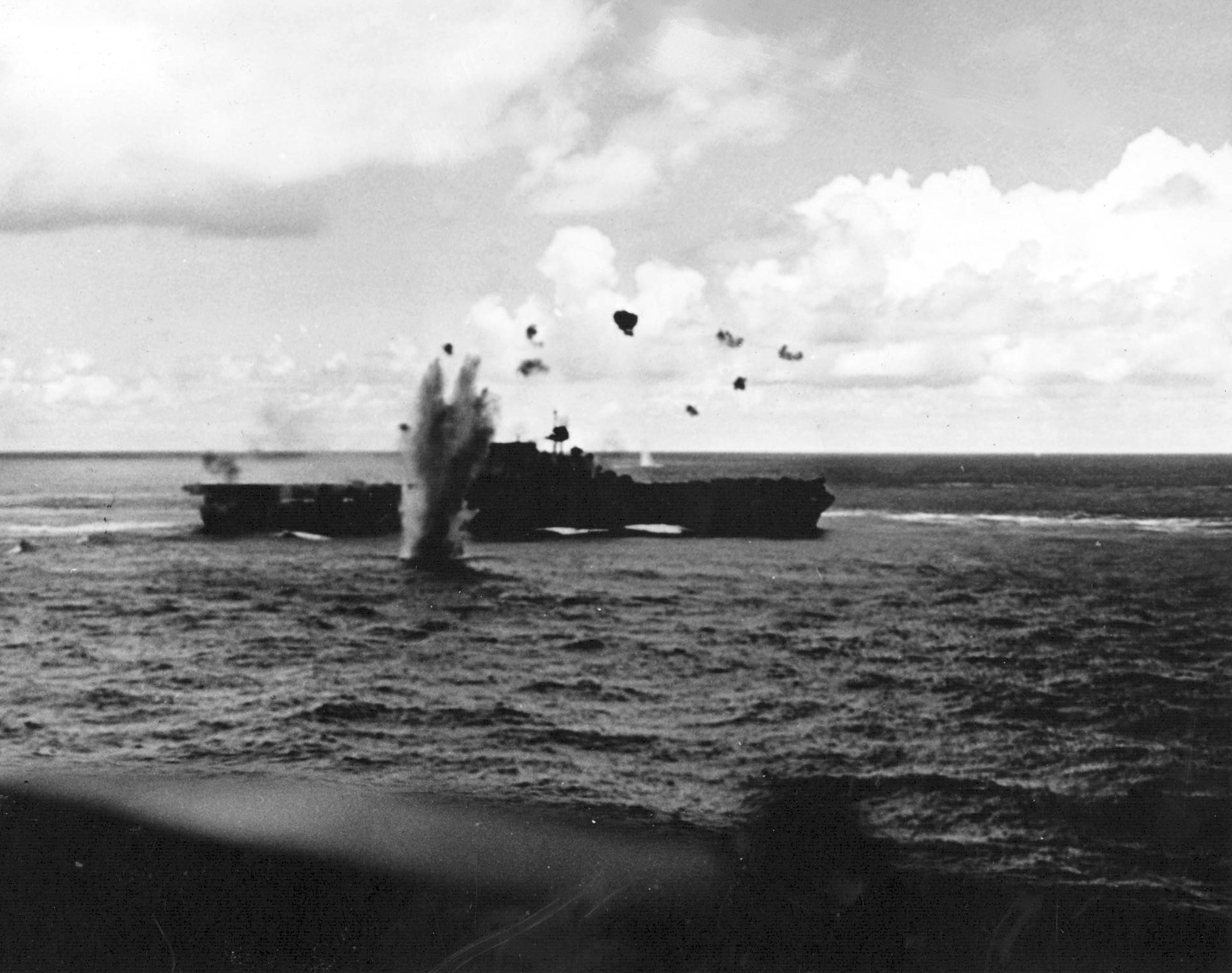
1942年10月26日上午，企業號在聖克魯茲海戰遭到日本俯衝轟炸機集中攻擊，一枚炸彈在艦側不遠爆炸。早前大黃蜂號已被日軍重創，迫使美軍最終棄船；而企業號在東所羅門海戰的戰傷仍未妥善維修。是日海戰企業號再遭日軍重創，但最終成功撤退。此時企業號成為太平洋艦隊最後一艘可運作的航空母艦，參與瓜島戰役的盟軍只能依靠企業號及亨德森機場提供空中支援。

企業號在珍珠港維修期間，將艦上的4門4聯裝1.1吋防空炮更換為4聯裝波佛斯40毫米高射砲，大幅強化艦隻的防空火力。此時海軍在南太平洋陷入危機：薩拉托加號在8月31日被魚雷擊中，而要返回珍珠港維修；9月15日胡蜂號被潛艇擊沉，使南太平洋只有大黃蜂號一艘航母執勤。企業號在趕工搶修下，終於在10月14日離開船塢，預備到南方支援。
10月16日，企業號的第16特遣艦隊離開珍珠港，趕往南太平洋。18日尼米茲撤換了南太平洋戰區總司令羅伯特·哥姆雷的職位，由海爾賽接任。海爾賽決定主動搜尋日本艦隊，以奪取瓜島四周的海洋及空域控制權。24日企業號與大黃蜂號會合，開始搜索日本艦隊。26日早上，日美雙方偵察機先後發現對方航母，並派出機隊攻擊。企業號及大黃蜂號一共派出73架飛機，並在中途與日本艦載機交戰。企業號的機隊被零式有效攔截，而遭受極大損失，但大黃蜂號的機隊卻成功突破。
日本艦載機在8時55分被美軍艦隊雷達發現。此時企業號剛好進入了雨雲的掩護區域，使大黃蜂號成為日機眾矢之的，並遭受重創。正當大黃蜂號嚴重受損之際，美軍機隊抵達了日本艦隊上空。大黃蜂號首波俯衝轟炸機重創了翔鶴號的飛行甲板及機庫，使其失去作戰能力，但後續機隊卻未能發現日本航母，只擊傷了筑摩號及利根號兩艘重巡洋艦，以及照月號驅逐艦。而於企業號潰散的機隊則嘗試攻擊霧島號戰艦，但未有命中。
早上10時，企業號的編隊被日本潛艇攻擊，波特號驅逐艦因企業號的TBF復仇者式轟炸機迫降時，機件故障而誤放魚雷而重創
，迫使美軍將其擊沉。此時翔鶴號及瑞鶴號的44架飛機發現企業號並展開攻擊，但在企業號及南達科他號的密集防空火網下，大部分飛機均遭到擊落。17分企業號終於被一枚炸彈擊中：炸彈擊中艦艏飛行甲板，再穿過下層甲板，然後從艦艏斜出，最後在半空爆炸，引發機庫小火。第二枚炸彈緊接擊中艦艏升降台後方的飛行甲板，並斷開兩截。炸彈前部一直貫穿至第四層甲板，在損管人員崗位爆炸，造成多人死亡；而後半截炸彈則在機庫爆炸，引發大火，同時切斷部分電力供應。最後第三枚炸彈則在艦體右舷近距爆炸，其衝擊波造成龍骨損毀，並使其中一座蒸汽輪機無法運作。44分九架日本魚雷機從左右兩面夾擊企業號，但企業號卻僥倖避過全部魚雷。11時隼鷹號航空母艦的機隊再次發動攻擊，但未有擊中企業號，僅擊傷了南達科他號及聖胡安號輕巡洋艦。
由於損失嚴重，金凱德下令艦隊撤退。大黃蜂號最終被美軍放棄，而企業號等則成功撤走，在30日返抵努美阿作緊急維修。失去了大黃蜂號之後，太平洋艦隊此時只剩下企業號一艘大型航母可用（薩拉托加號仍在維修,而突擊者號当时隶属于大西洋舰队）。企業號的船員們在飛行甲板上排列出了“企業對陣日本”（Enterprise vs Japan）的字樣。

### 瓜達爾卡納爾海戰
企業號搶修期間，日軍再次計畫重奪亨德森機場，而海爾賽則要求企業號盡快返回戰場。海軍工程師起初預計要21日才可使企業號恢復戰鬥狀態，但由於時間緊迫，11月11日企業號便離開努美阿，再次前往瓜島，而搶修人員則繼續在艦內趕工。13日早上企業號派出偵察機搜索隼鷹號及飛鷹號航空母艦，但沒有發現。出於安全考慮，海爾賽將企業號調配到南面較安全的海域，而部分艦載機在早上出擊後則降落到亨德森機場支援。
13日晚美日水面艦隊進行夜戰，互有損失。14日早上企業號與亨德森機場的飛機擊沉了衣笠號重巡洋艦，並擊傷鳥海號重巡洋艦、摩耶號重巡洋艦、五十鈴號輕巡洋艦及滿潮號驅逐艦。不過企業號的機隊卻因此錯過了日本運輸艦。中午企業號的機隊再次出擊，與陸上機場的飛機聯手進攻。全日企業號等共擊沉七艘運艦。下午企業號因進入了雨雲區，避過了隼鷹號及飛鷹號的偵察。當晚美日戰艦進行炮戰，而企業號則在15日早上攻擊日軍殘餘的運輸艦，於中午撤返努美阿，最後在16日抵達。接著一個月企業號留在努美阿維修休整。

### 倫內爾島海戰與返國維修
12月4日，企業號開始在努美阿近海重新訓練，並偶爾到外海作反潛巡航。次日薩拉托加號抵達努美阿，使美軍航母力量有所增加。1943年1月28日，企業號的第16特遣艦隊離開努美阿，掩護運輸艦增援瓜島，並預定在29日與薩拉托加號會合。
會合前夕，特遣艦隊指揮費德烈·薛曼接獲美軍巡洋艦在倫內爾島外遭到日軍艦隊攻擊：該等日本軍艦正進行克號作戰，掩護日軍撤離瓜島，而美軍仍未得悉日軍即將撤退。較接近的企業號即時加速前往支援。30日企業號派出F4F戰機前往掩護受創的芝加哥號重巡洋艦，但日軍的一式陸上攻擊機最終仍成功發動攻擊，並擊沉了芝加哥號。2月1日企業號返抵桑托島，而9日美軍則宣告佔領瓜島，瓜島戰役結束。
瓜島戰役結束後，企業號留在桑托島休整，並替航空聯隊提供訓練。期間企業號曾短暫試飛F4U戰鬥機。由於前線壓力暫時減輕，5月1日企業號終於預備啟程返國，前往珍珠港，並在8日抵達。27日企業號接受尼米茲頒發美國總統集體嘉獎勳表，然後留在珍珠港海域訓練聯隊。由於艾塞克斯級航空母艦陸續下水服役，企業號終於可離開前線，並返國維修。7月14日企業號離開珍珠港，在20日返抵布雷默頓，並進入普吉灣海軍基地船塢。期間企業號更新了雷達及射控系統、大幅增加波佛斯40毫米高射砲及奧利岡20毫米防空機砲、改建艦島、增建舷側防雷鼓包、改善燃料儲存庫設計等等，使企業號的整體性能可大致追上新式的艾塞克斯級，而艦上聯隊亦在此時換上新式的F6F戰鬥機。

## 吉爾伯特及馬紹爾群島戰事

### 馬金島戰役

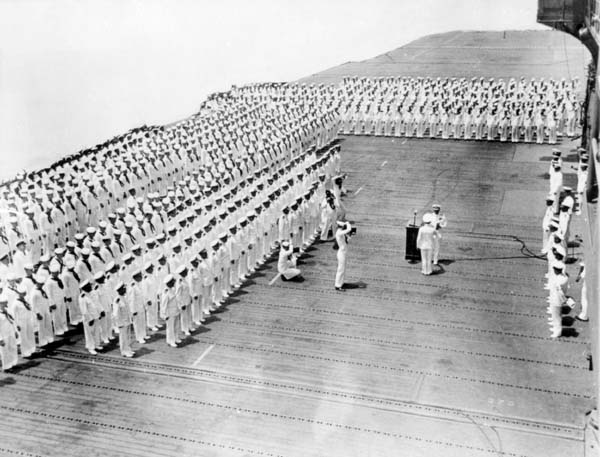
1943年5月27日，企業號的主要官兵齊集甲板，接受尼米茲頒發美國總統集體嘉獎勳表。企業號是海軍第一艘航空母艦獲此殊榮，以表彰其由珍珠港事件到所羅門群島戰役之間的傑出表現。根據企業號當時的統計，在1941年12月7日至1943年11月25日之間，企業號一共擊沉了27艘船艦，擊傷另外16艘，並擊毀185架日本飛機。不久後企業號將返回美國大修，由新服役的航母暫時接替。

1943年10月24日，企業號在普吉灣近海試航，然後作最後階段檢修，預備重返戰場。11月1日企業號離開普吉灣，在6日抵達珍珠港，並開始訓練艦上第10航母航空聯隊。此時美軍正預備登陸吉爾伯特群島。海軍為此編組了第52及53特遣艦隊（Task Force 52 and 53），前者由珍珠港出發，登陸北面的馬金島；後者則由桑托島出發，登陸南面的塔拉瓦環礁；同時，海軍亦將第50特遣艦隊編為快速航空母艦艦隊（Fast Carrier Forces），以支援陸戰隊登陸兩島。艦隊分成四支分隊，企業號編入亞瑟·拉德福少將指揮的第2分隊，並擔任旗艦，同行的尚有貝勞森林號及蒙特利號兩艘輕型航母。分隊負責支援馬金島登陸作戰。
11月10日，企業號的第2分隊與新約克鎮號的第1分隊一同離開珍珠港，在補油後分道揚鑣。19日企業號開始派飛機轟炸馬金島，而陸戰隊則在次日登陸，並在23日佔據馬金島。相比同日結束的塔拉瓦戰役，陸戰隊在馬金島戰役的損失顯然較輕。25日晚日軍飛機曾迫近企業號，但在進入攻擊範圍前便遭北卡羅萊納號戰艦的防空炮擊落。為免遭到日軍偷襲，26日拉德福決定反擊，派出裝有雷達的F6F及TBF復仇者式轟炸機。這是美國航母首次進行夜間攔截任務，並成功阻止日軍的一式陸上攻擊機偷襲，但深受愛戴的海軍王牌飛行員愛德華·歐海爾（Edward O'Hare）卻遭到日軍擊落喪生。
戰鬥結束後，海軍重編第50特遣艦隊。第1分隊由查爾斯·鮑奈（Charles A. Pownall）少將指揮，編制不變；而企業號則編入阿爾弗雷德·蒙哥馬利（Alfred E. Montgomery）指揮的第3分隊，同行艦有旗艦艾塞克斯號及貝勞森林號。兩支分隊被派往空襲瓜加林。

### 空襲瓜加林與特魯克
12月1日，兩支航母分隊在海上會合，然後繞道前往瓜加林。4日早上，艦隊派機隊空襲瓜加林，但被日軍發現，並派戰機攔截，雙方爆發空戰。企業號與約克鎮號集中攻擊環礁南端的軍港，擊沉三艘補給艦，並擊傷長良號輕巡洋艦，摧毀18架水上飛機。而艾塞克斯號及新列星頓號則試圖轟炸機場及礁湖內的軍艦，但因情報失準，只擊傷五十鈴號輕巡洋艦及朝風丸號運輸艦，並摧毀地面16架戰鬥機及3架轟炸機。整場空襲，美軍只損失了五架飛機。
空襲後鮑奈取消第二波攻擊，撤出瓜加林海域。10時至11時，艦隊開始收回飛機，而正午約克鎮號則派飛機攻擊沃特傑環礁，以削弱日軍空中力量，減低航母受襲風險。日軍轟炸機不久由海平面迫近，並分別以魚雷攻擊約克鎮號及列星頓號，但無一命中。下午艦隊加速撤離，以避免日機夜襲，但因海面大浪而有所延誤，到傍晚艦隊仍未離開日軍轟炸機的作戰半徑。入黑後日機再次發動攻擊，並擊傷列星頓號。企業號等在6日於外海補油，到9日返抵珍珠港休整。
1944年1月6日，第58特遣艦隊（Task Force 58，第五艦隊下的快速航空母艦艦隊）編成，由密茲契少將指揮。企業號編入約翰·小李維（Jown W. Reeves, Jr.）少將的第1分隊，同行艦有旗艦約克鎮號及貝勞森林號。16日艦隊離開珍珠港，支援即將登陸瓜加林的美軍。29日早上，企業號的第1分隊空襲馬洛埃拉普環礁；艾塞克斯號的第2分隊空襲萊島（Roi island）機場，同時擊毀瓜加林所有的日軍戰機；碉堡山號的第3分隊空襲瓜加林；薩拉托加號的第4分隊則空襲沃特傑環礁。當晚分隊的戰艦南達科他號、北卡羅來納號及阿拉巴馬號炮擊了萊島，而艦隊則在30日再作空襲。
1月31日，美軍開始登陸瓜加林，同時佔領無人防守的馬久羅，瓜加林戰役爆發；當日企業號掩護陸戰隊登陸，並作空中支援，直到2月3日美軍完全佔領環礁為止。4日企業號到馬久羅稍作休整，在12日前往空襲日本海軍重鎮特魯克島。不過環礁內的日本軍艦，大多在美軍空襲前撤返日本。2月17日美軍艦隊開始攻擊。密茲契在日出前先派F6F奪取制空權，再命後至的18架TBF攻擊跑道上的飛機。第一波攻擊後，日軍空中力量大受打擊，環礁上的365架飛機，只有約100架未有受損。清晨美軍艦隊的輕型航空母艦又派轟炸機攻擊島上設施及礁湖軍艦。
傍晚7時，六架裝有雷達的九七式轟炸機發現美軍艦隊，並伺機攻擊。約克鎮號曾在9時派夜戰F6F前往攔截，但失敗告終。這使無畏號在10時11分被魚雷擊中，被迫撤回珍珠港維修；而艦隊在18日再空襲特魯克島兩次，於中午撤走。兩日空襲，美軍擊沉了三艘輕巡洋艦、四艘驅逐艦，並使日本損失了多達20萬噸、佔全國海運總噸位4%的33艘運輸船。
19日早上，企業號離開第1分隊，並在次日順道空襲賈盧伊特環礁，最後於21日抵達馬久羅休整。接著企業號等待艦隊其餘軍艦返航，並預備到西太平洋作戰。

## 馬里亞納群島及帛琉戰事

### 登陸埃密勞島及空襲帛琉

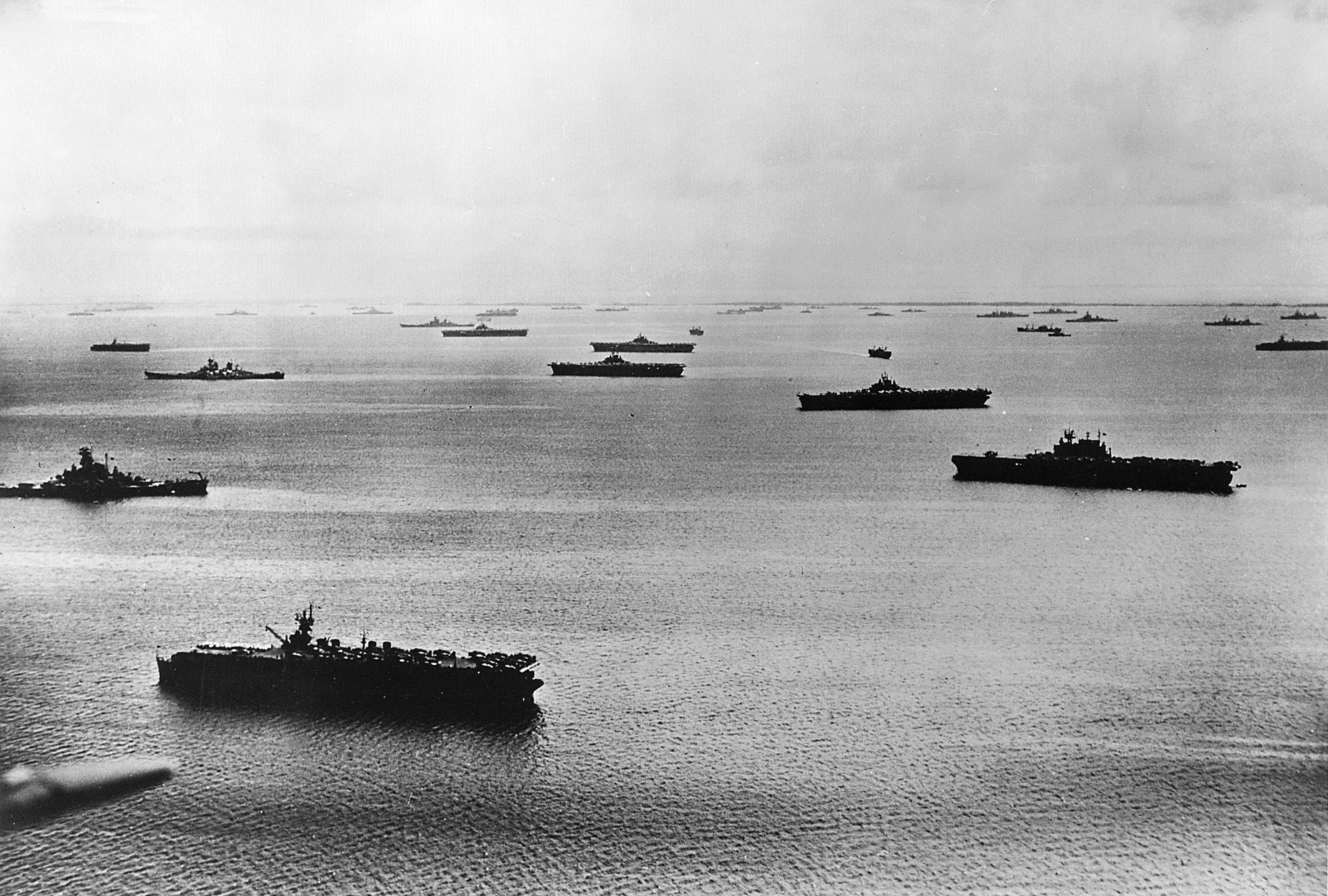
「殺手陣列」前奏：踏入1943年底，艾塞克斯級及獨立級航空母艦陸續服役，企業號孤軍作戰的日子自此遠去。1944年初，第五艦隊在馬紹爾群島大舉進攻，美國的快速航母艦隊在空襲了多個日軍島嶼後，在1月底陸續返回馬久羅環礁休整，並依次排列。由相片右至左是企業號、四艘艾塞克斯級航母（由近至遠）、以及兩艘獨立級航母（一近一遠）。同年年底，艾塞克斯級航母將在烏利西環礁組成更龐大的陣容，並有「殺手陣列」之稱。

1944年3月，尼米茲命第五艦隊先空襲帛琉，以預備將來收服馬里亞納群島。此時艦隊仍在馬久羅等待各戰艦會合，但企業號的第1分隊卻在7日提早離開，聯同貝勞森林號一同支援陸戰隊登陸埃密勞島。是次登陸為麥克阿瑟的馬車輪行動的最後一步，以孤立拉包爾並突破俾斯麥群島。15日企業號途經桑托島，在20日開始為陸戰隊提供支援。不過陸戰隊在沒有遭遇抵抗下成功登陸，而企業號則前往桑托島短暫休整。26日企業號前往會合第五艦隊。
27日，企業號與特遣艦隊會合，而科本斯號則加入第1分隊。艦隊起初繞道行駛，以避開日軍偵察，然而特魯克的日軍偵察機仍分別在25日及26日發現美軍艦隊，迫使斯普魯恩斯提前攻擊在30日攻擊。28日晚，日軍派魚雷轟炸機夜襲，被悉數擊退。30至31日，艦隊空襲帛琉港口及雅浦島，擊落多架日軍戰機，並擊沉若竹號驅逐艦。4月1日，艦隊改為空襲沃萊艾島，於6日返抵馬久羅。

### 荷蘭地亞
4月13日，艦隊離開馬久羅，前往空襲荷蘭地亞，以削弱當地的日軍空軍。21日至24日，企業號等三支分隊空襲荷蘭地亞各處的機場，但日軍的飛機早被陸軍航空隊的P-38戰鬥機及B-24轟炸機於30日摧毀，艦隊幾乎沒有遭遇抵抗，只有零星的日軍偵察機由梭隆縣起飛，並被悉數擊落。
由於缺乏攻擊目標，艦隊在返回馬久羅前，於29至30日順道攻擊特魯克。不過特魯克在上月空襲後，已幾近荒廢，只有少量船隻在港口。稍後艦隊分別派戰艦及巡洋艦炮轟波納佩及薩塔萬環礁，而企業號等航空母艦則返回馬久羅，於5月4日抵達。

### 塞班島戰役
此時美軍正籌劃進攻菲律賓。陸軍航空隊分別於6月3日及9日空襲帛琉、沃萊艾島及雅浦島。6日第58特遣艦隊前往空襲馬里亞納群島，以削弱日軍空中力。企業號編入小李維的第3分隊，並擔任分隊旗艦，同行艦有艦隊旗艦列星頓號、普林斯頓號及聖哈辛托號。11日四支分隊空襲了關島、天寧島及塞班島；12日克拉克的第1分隊調往空襲關島，而企業號等三支分隊則繼續轟炸天寧島與塞班島。13日各分隊繼續轟炸諸島，為即將登陸美軍清場。14日晚第1分隊及第4分隊往空襲小笠原群島，而企業號等繼續攻擊塞班島。15日美軍陸戰隊開始登陸塞班島。

### 菲律賓海海戰

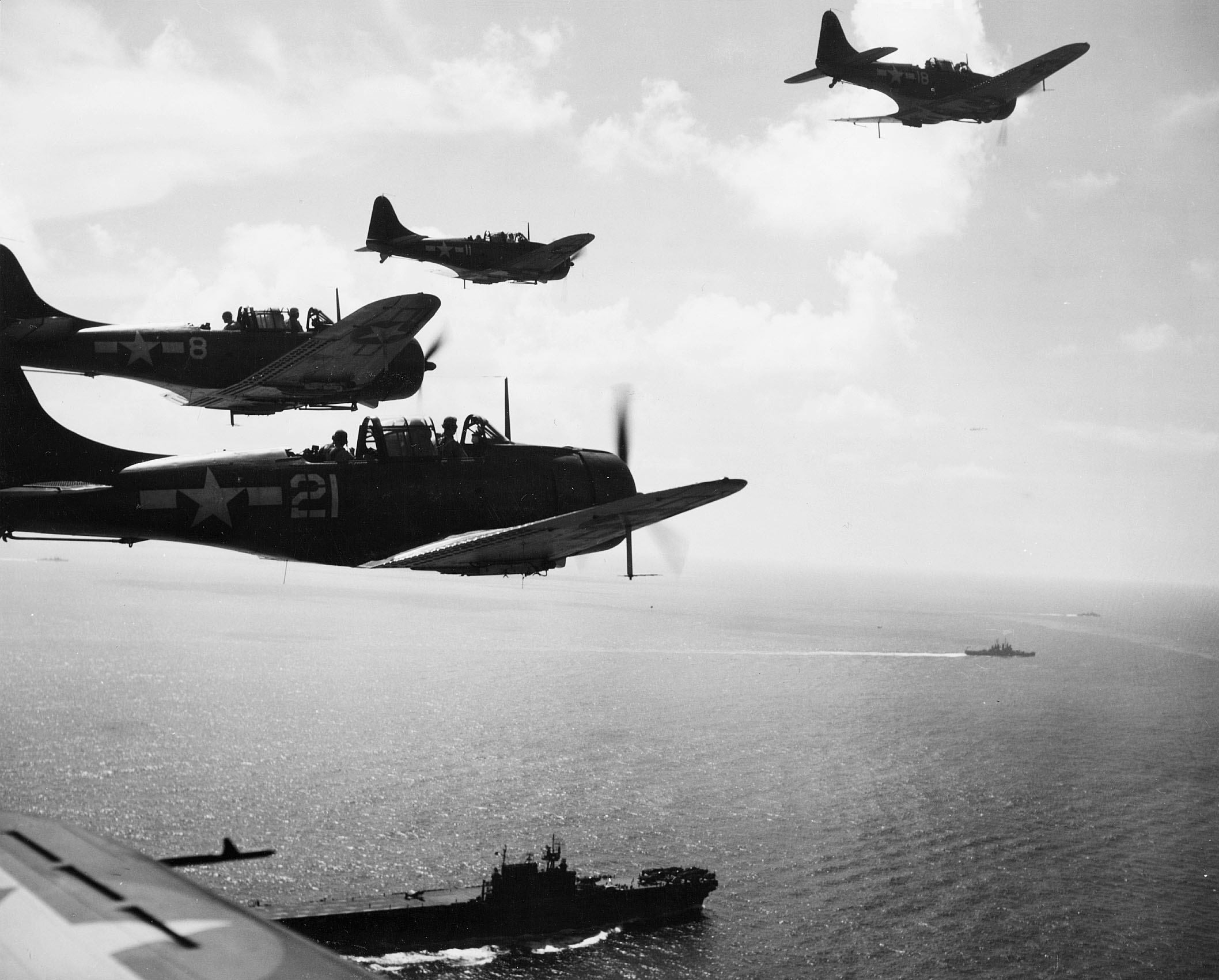
1944年3月30日，企業號的SBD在空襲帛琉後返回母艦，並在上空盤旋，等待降落。不久後企業號將參與菲律賓海海戰。

美軍登陸塞班島之際，小澤治三郎正執行豊田副武的阿號作戰計畫，試圖與美軍艦隊決戰，以扭轉劣勢，而斯普魯恩斯則一直在搜索小澤艦隊。18日斯普魯恩斯發現日本艦隊離開菲律賓，前來支援馬里亞納，即時預備迎擊日本艦隊，並召回北上小笠原群島的兩支分隊。四支分隊在當日正午於塞班島以西海域會合，並開始搜索日軍的第一機動艦隊。
6月18日下午，日軍偵察機發現美軍第58特遣艦隊。小澤治三郎欲善用日機較遠的續航距離，命艦隊避開美軍攻擊範圍，留待19日與關島的日機一舉進攻。此時斯普魯恩斯既未得悉日軍艦隊確實位置，亦要掩護塞班島登陸部隊，故此命艦隊於晚上繼續向東後撤，待日出後才向西推進，以免遭遇日軍埋伏。日出前，日軍偵察機多次發現美軍艦隊，但美軍仍未掌握日軍動向。次日菲律賓海海戰爆發。
19日早上5時30分，蒙特利號一架F6F發現兩架日機，並擊落一架，海戰正式展開。6時30分，貝勞森林號在關島發現日機，稍後艦隊派飛機空襲當地，並殲滅關島機場的日機。7時30分，日軍偵察機發現部分第4分隊艦隻，但後續偵察機被艾塞克斯號及新蘭利號等擊落。小澤稍後在8時30分、56分、10時及11時派出四波龐大機隊攻擊（大鳳號及翔鶴號均於早上出擊後被潛艇攻擊，下午沉沒）。
第一波攻擊共69架飛機由西面直指美軍艦隊，於10時被威利斯·李中將的戰艦雷達發現。23分艦隊開始派戰機攔截。此時日機離艦隊只有72海浬，但卻因浪費過多時間重整陣形，令美軍戰機得以及時爬升攔截。企業號、列星頓號、艾塞克斯號、碉堡山號、科本斯號及普林斯頓號等戰機出動攔截，並驅逐大半來犯日機。最終日軍只有一架轟炸機成功突圍，在49分投彈命中南達科他號。這也是整場海戰中日軍僅有的一次直接命中，而第一波攻擊日機只有27架成功返航。
第二波攻擊共128架飛機在11時7分為美軍雷達所發現。半小時後艾塞克斯號的F6F率先迎擊，而企業號等其他航艦的F6F則在稍後加入。正午六架彗星式轟炸機成功突破攔截網，並輕傷碉堡山號及新胡蜂號。至於企業號也遭到天山式魚雷轟炸機的魚雷攻擊，不過魚雷在艦體遠距爆炸，沒有造成損害。最終美軍擊落最少70架飛機；而日機只有31架飛機成功返航。
第三波攻擊共47架飛機由北面進攻，在下午近1時為美軍發現。此次美軍戰機未能有效攔截，只擊落七架飛機；幾架轟炸機更突破防守，向艾塞克斯號投彈，但無一命中。此時列星頓號的一架SBD轟炸機發現關島機場泊有近30架日機，要求支援進攻。第2分隊指揮蒙哥馬利隨即命碉堡山號的飛機前往協助，而企業號的部分機隊亦在稍後加入攻擊。
第四波攻擊共82架飛機於下午2時由南面進攻，其中33架往北攻擊美艦，另外49架則留在關島西南海面索敵。此時美軍戰機正降落補油，攔截再次失效。不過部分日軍轟炸機雖成功切入美軍艦隊，但攻擊仍無一命中。23分艾塞克斯號、科本斯號及新大黃蜂號的飛機追擊前往關島的49架日機，使該部日軍機團最終只有九架可繼續使用。整日戰鬥，日軍損失接近315架飛機，其一面倒之戰況，使美軍戲稱當日戰鬥為「馬里亞納射火雞大賽」。
6月20日，第4分隊被派往攻擊關島一帶的日軍據點，而企業號等另外三支分隊，則往西追擊日軍艦隊。下午3時40分，企業號的偵察機發現小澤的艦隊。雖然無線電訊號不清，密茲契仍即時命艦隊預備派出機隊攻擊，冒險在入黑後收回飛機。57分，密茲契終於接收到完整的偵察報告，並在4時5分確認日軍艦隊位置，下令艦隊派飛機前往攻擊。21分，企業號等航空母艦（除普林斯頓號外）派出216架飛機升空。小澤勉強派出75架飛機迎戰，同時拋棄油船，加速撤退，並准許各艦單獨機動迴避。
稍後胡蜂號率先攻擊落後的油船，並擊沉兩艘。接著企業號、約克鎮號及聖哈辛托號一同擊傷了瑞鶴號，一度迫使日軍下令棄船；企業號同時嘗試攻擊長門號戰艦及最上號重巡洋艦，但無一命中。至於列星頓號則誤報擊沉了飛鷹號及隼鷹號，並擊傷龍鳳號航空母艦，但實際上龍鳳號未有受損，而隼鷹號亦沒有沉沒。至於飛鷹號則被貝勞森林號及約克鎮號的機隊以魚雷擊沉，而碉堡山號、蒙特利號及卡伯特號的機隊略過剛被胡蜂號攻擊的油船，繼續往西索敵，最終輕傷千代田號航空母艦及榛名號戰艦。海戰結束後，日軍第一機動艦隊只剩下35架飛機可用。
此時美軍飛機開始返航，並在晚上8時45分開始降落。密茲契仿效斯普魯恩斯在中途島海戰的做法，下令軍艦開啟所有照明，並命驅逐艦向天發射信號彈，而航空母艦則以探射燈引導飛機降落。不過美軍飛機此時燃油短缺，爭先降落，秩序大亂。企業號當晚一共有33架飛機降落，當中只有六架屬於企業號的第10聯隊，其他飛機全部來自其他航母。混亂到近11時終於結束，美軍單在降落就損失了80架飛機，而戰損只有20架。
20日艦隊繼續搜索落水的機師，並預備向西追擊。凌晨企業號及碉堡山號先派夜間偵察機索敵，但一無所獲。此時小澤艦隊已經遠超美軍航母的作戰距離，而斯普魯恩斯的追擊也沒有發現，故此艦隊在晚上開始撤退，並在22日於海上補油，於23日返回支援塞班島。接著企業號的第3分隊空襲了帛琉及帕甘島等地。5日企業號提早離開第3分隊，在15日返抵珍珠港維修。9日美軍宣佈塞班島戰役結束。

## 菲律賓戰役

### 空襲小笠原與菲律賓

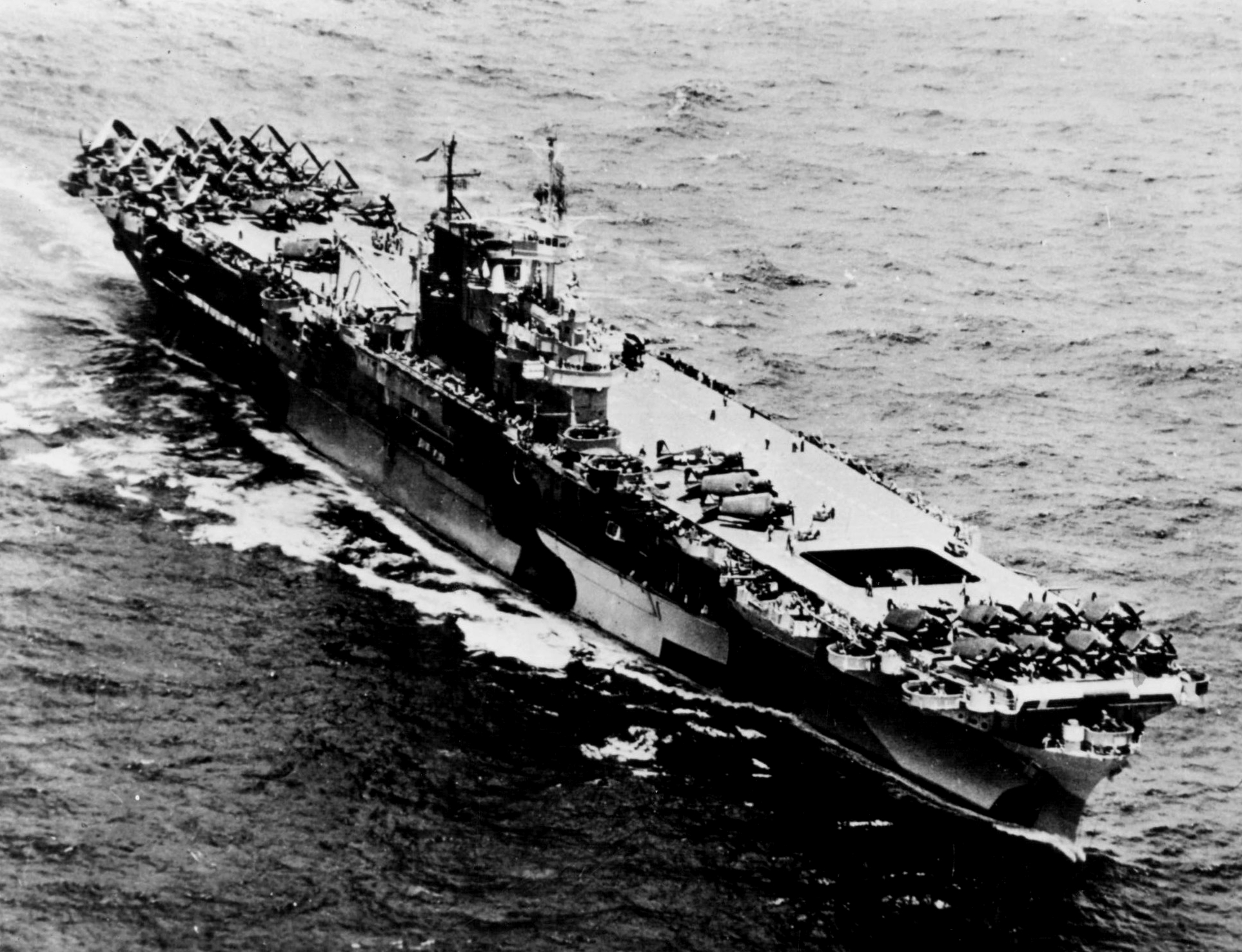
1944年8月16日，企業號離開珍珠港，前往埃尼威托克會合美軍艦隊。此時企業號換上了新的塗裝，而第10聯隊亦為第20聯隊所取代，並搭載了新式的SB2C俯衝轟炸機。

1944年8月16日，企業號完成維修並離開珍珠港，在24日抵達埃尼威托克，與艦隊會合。26日，海爾賽接替斯普魯恩斯指揮美軍艦隊。由於海爾賽為第三艦隊司令，故快速航空母艦編隊亦更名為第38特遣艦隊（TF 38），仍由密茲契指揮。企業號被編入拉夫·戴維森（Ralph E. Davison）指揮的第4分隊，同行的有旗艦富蘭克林號、聖哈辛托號及貝勞森林號。29日，企業號等離開埃尼威托克，前往空襲小笠原群島，而另外三支分隊則往空襲菲律賓。
8月31日至9月3日，企業號等進行空襲，於4日返抵塞班島補給。5日企業號的第4分隊離開塞班島，於次日與其他分隊會合，一同空襲帛琉，又於9日至10日空襲民都洛及薩蘭加尼灣。由於缺乏目標，海爾賽改命艦隊於12日攻擊米沙鄢群島等地。15日美國海軍陸戰隊登陸帛琉，企業號的第4分隊負責為陸戰隊提供空中密接支援；第1分隊往支援登陸莫羅泰島的美軍；其他分隊則繼續在外海巡弋。
9月18日，企業號等前往馬努斯島補給，於21日抵達，而其他分隊則往空襲呂宋各地的港口。24日企業號等再次前往帛琉，並在稍後於海上與其他分隊會合，預備空襲沖繩島。

### 台灣空戰
10月10日，美軍艦隊大舉攻擊沖繩，出擊次數高達1,396架次，重創沖繩港口。此時豊田副武估計美軍將空襲台灣，命在台的福留繁預備迎戰。其時日軍駐台戰機約有230架。
一如日軍所料，12日美軍艦隊往南空襲台灣。海爾賽派第1分隊空襲台灣南部；第2分隊空襲台灣北部；第3分隊空襲台灣中部；企業號的第4分隊則集中攻擊高雄。清晨各艦派戰機作第一波攻擊；福留繁則派戰機攔截，同時派轟炸機攻擊美軍航母，台灣空戰爆發。美軍在空戰明顯佔優，第一波攻擊後，日軍只剩下60架戰機可用；第二波攻擊後更全被摧毀，沒有戰機可迎戰第三波攻擊；福留繁的指揮部亦在空襲後夷為平地。傍晚日軍魚雷機發現美軍艦隊，陸續展開攻擊，但無一成功，更損失42架。美軍當日出擊數達1,378架次，只損失48架飛機。
10月13日艦隊再次空襲台灣，出擊數下降至974架。傍晚時分，第4分隊遭到日本機隊夜襲，但攻擊集中在富蘭克林號艦艏，故企業號沒有受創。而坎培拉號重巡洋艦則被魚雷重創，要由拖船協助離開戰場。
10月14日，艦隊派146架戰機及100架轟炸機再次攻擊台灣，順道掩護坎培拉號撤退；陸軍航空隊則在中國大陸派109架B-29轟炸機轟炸高雄。當晚日軍魚雷機再次夜襲，侯斯頓號輕巡洋艦被魚雷重創，一度下令棄船。由於兩艘受創巡洋艦離台灣及先島群島僅90海浬，海爾賽於15日命三艘巡洋艦及八艘驅逐艦組成拯救小隊，協助兩艦拖行，又派科本斯號及卡伯特號作空中支援。艦隊則緩緩向西南撤走。
10月15日，企業號的第4分隊改為空襲呂宋卡加延省一帶，以支援美軍重奪菲律賓，並擊落近60架截擊機。當日第4分隊再次遭到日軍反擊，但攻擊再次集中在富蘭克林號，故企業號亦沒有受損。同日日軍亦空襲了拯救小隊，並在16日重創侯斯頓號。海爾賽曾一度以拯救小隊作餌，引誘日軍艦隊前來攻擊，但埋伏最終以日軍巡洋艦撤退而失敗告終。
10月18日至19日，企業號的第4分隊與第1分隊空襲了馬尼拉等地。20日，美軍開始登陸獨魯萬市，而麥克阿瑟則在當日下午登上灘頭，宣告自己重返菲律賓。此時小澤治三郎命艦隊阻止美軍登陸，並以自身航空母艦為餌，引開美軍艦隊，由栗田健男的第二艦隊到雷伊泰攻擊美軍登陸部隊，稍後便因此引發雷伊泰灣海戰。

### 雷伊泰灣海戰

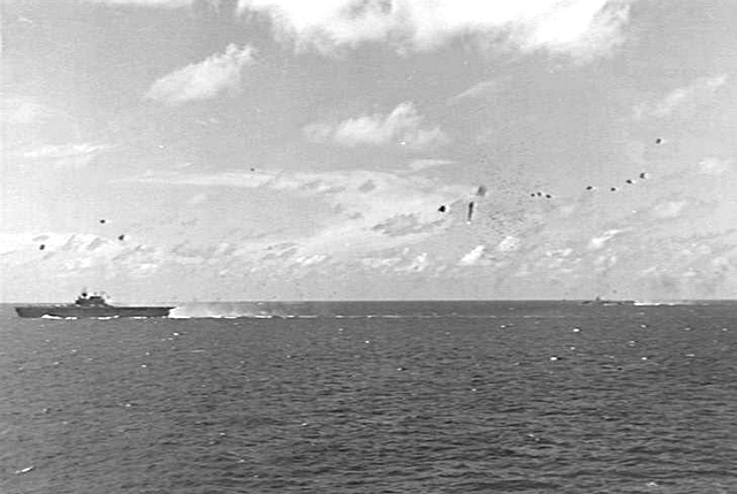
1944年10月25日，企業號在雷伊泰灣海戰期間遭到日軍飛機攻擊，但沒有命中。此時企業號等航母正追擊小澤的誘敵艦隊，使美軍登陸艦一度備受栗田健男的水面部隊威脅。

10月21日，企業號及第1分隊在外海補油；而第2及第3分隊則繼續空襲菲律賓。正當海戰近在眉睫，第1分隊在補油後離開菲律賓，前往烏利西補給，錯過海戰。企業號的第4分隊部署在雷伊泰灣東面海域；第2分隊在聖貝納迪諾海峽以東；第3分隊則在波利略島以東巡航。
24日早上，美軍三支航空母艦分隊繼續索敵。8時12分，無畏號一架偵察機發現栗田健男的中央艦隊，包括大和號及武藏號等艦，正進入錫布延海；僅15分鐘後，海爾賽越過密茲契的航艦指揮權，命各分隊即時派飛機攻擊日艦（第2分隊最接近日本艦隊，第3及第4分隊分別在其北面及南面），同時將第1分隊調返菲律賓。
此時大西瀧治郎派出近60架飛機，由菲律賓飛往空襲第3分隊，並成功重創普林斯頓號，使之爆炸焚燒，最終由美軍以魚雷自沉。日軍派出第二波攻擊之際，美軍飛機開始攻擊日軍艦隊。第2分隊分別於10時26分、12時45分及下午3時50分發動三波攻擊；第3分隊在下午1時30分攻擊一次；企業號的第4分隊則在2時15分作最後攻擊。當日美軍共出動259架次飛機攻擊中央艦隊，並擊沉武藏號，擊傷大和號、長門號及妙高號重巡洋艦。
栗田的中央艦隊在下午撤退，先避開美軍攻擊，稍後再嘗試進入雷伊泰灣。這使西村祥治的南方艦隊要獨自進入雷伊泰灣。當美軍艦隊在24日圍攻武藏號時，企業號及富蘭克林號的偵察機就曾於上午9時發現西村的戰艦，並匆忙攻擊，輕傷了扶桑號戰艦。此時西村已向粟田表明其戰艦在毫無掩護下，絕不可能完成任務，但粟田從未收到該訊息。事實上美軍艦隊早已佈下埋伏，故未再派飛機攻擊。西村艦隊最終在25日於蘇里高海峽遭美軍戰艦伏擊慘敗。
另一方面，由於第3分隊忙於救援普林斯頓號及攻擊中央艦隊，故此未有發現小澤的北方艦隊，要到24日下午3時40分及4時40分，才分別被富蘭克林號及企業號的第4分隊偵察機發現。
24日晚上10時，海爾賽召集北面三支航空母艦分隊，以及李駐守於聖貝納迪諾海峽的戰艦北上，追擊北方艦隊的日軍誘敵航母。各分隊於11時45分會合，海爾賽將航空母艦隊交由密茲契指揮，而前往烏利西的第1分隊則在加速趕回菲律賓。至此小澤的誘敵計畫成功，栗田的中央艦隊在毫無抵抗下駛入雷伊泰灣。
25日凌晨，美軍偵察機發現小澤艦隊大約位置。清晨密茲契命列星頓號先派偵察機前往索敵，並在發現日艦前命航空母艦派飛機升空，以爭取時間。7時10分偵察機發現日艦，第3分隊己升空的轟炸機率先攻擊。小澤雖早在7時便發現美機，但因艦載機折損過多，最終只能派出15架戰機防守。為使誘敵成功，小澤命瑞鳳號航空母艦離隊吸引美軍攻擊。8時美軍第一波空襲抵達，艾塞克斯號及列星頓號的魚雷轟炸機開始攻擊瑞鳳號，但無一命中；無畏號的轟炸機則先後命中瑞鳳號及千歲號航空母艦，並擊沉後者；聖哈辛托號（或無畏號）的魚雷轟炸機亦命中旗艦瑞鶴號，迫使小澤將指揮轉移至大淀號輕巡洋艦；秋月號驅逐艦亦在稍後被擊沉。
8時22分，金凱德的第七艦隊被栗田的中央艦隊攻擊，以明碼向海爾賽求救，但海爾賽未有調動北上的艦隊，只命第1分隊加緊前往菲律賓。10時尼米茲在珍珠港電問海爾賽第三艦隊位置，卻因解密問題而激怒海爾賽。要到11時15分海爾賽才命第2分隊及李的戰艦南下。此時兩分隊最快要到26日半夜才可抵達聖貝納迪諾海峽，且分隊必須在中途補油方可繼續前進，不可能追上粟田艦隊；艦隊其他航空母艦則繼續攻擊小澤。美軍第二波空襲在9時45分開始，富蘭克林號及列星頓號重創了千代田號，並擊傷其他艦隻；下午1時10分美軍第三波空襲抵達，艾塞克斯號集中攻擊瑞鳳號，而列星頓號則集中攻擊瑞鶴號；前者中彈後加速逃離，而後者則逐漸失速傾側。第4分隊近兩波各40架轟炸機緊隨其後，並先後追擊瑞鳳號，終於將之重創，而瑞鶴號則在2時14分沉沒。45分美軍第四波攻擊抵達；由於伊勢號戰艦的防空火力密集，且中瀬泝大佐指揮得宜，迴避了美軍所有攻擊，美軍僅擊沉了重創的瑞鳳號。下午5時10分，美軍最後一波攻擊抵達，再次攻擊伊勢號。中瀬泝再次迴避，使美軍34次投彈，均無一命中。富蘭克林號發現日向號戰艦後亦發動攻擊，同樣無一命中。此時美國航空母艦預備撤退，由巡洋艦追擊日軍艦隊。下午千代田號及初月號驅逐艦，分別於4時25分及11時被美軍炮火擊沉。海戰於當日結束。整日美軍航空母艦出擊數達527架次（201架為戰機），但多波空襲僅擊沉了三艘航空母艦及一艘驅逐艦。
10月26日艦隊望南前往菲律賓，而企業號的第4分隊則到外海補油。27日第4分隊空襲了呂宋北部，又於28日負責為雷伊泰的美軍作空中警備，同時空襲宿霧港口，擊落13架戰機。當日第4分隊幾乎被日軍潛艇近距攻擊，但為驅逐艦及時發現，並以深水炸彈擊沉。29日第4分隊短暫為第2分隊所接替，在30日恢復作空中警備。
10月30日，第4分隊遭遇神風特攻隊進攻。當日下午2時，四架零式成功突破美軍戰鬥機防線，其中兩架撞入富蘭克林號及貝勞森林號，造成嚴重損壞。接著企業號及聖哈辛托號亦各遭到一架神風自殺飛機攻擊，但及時將之擊落。由於分隊一半的航母受創，企業號等在補油後撤回烏利西，在11月2日抵達。

### 雷伊泰島與呂宋
11月5日，企業號離開烏利西，與聖哈辛托號一同前往菲律賓。
此時日軍步兵多次乘運輸艦增援歐墨克市（Ormac），艦隊取消在10日的補油，趕往菲律賓轟炸運輸艦，並先後擊沉了濱波號、長波號、島風號及若月號四艘驅逐艦，以及所有運輸艦隻。13及14日，企業號等集中攻擊日軍艦隻，以阻止日軍增援，又擊沉了木曽號、曙號、秋霜號、沖波號、初春號及十多艘運輸艦，並擊傷潮號，摧毀地面多架飛機。15日艦隊暫時撤向雅浦島西面海域休整；而第3分隊則返回烏利西休整，由第2分隊接替。
11月17日，第1、第2及第4分隊再次空襲呂宋，於20日撤到後方補油。21日企業號離隊空襲雅浦島，然後到烏利西休整，在次日抵達。接著企業號返回珍珠港，並與獨立號一同改裝為夜戰航空母艦。

## 南中國海空襲

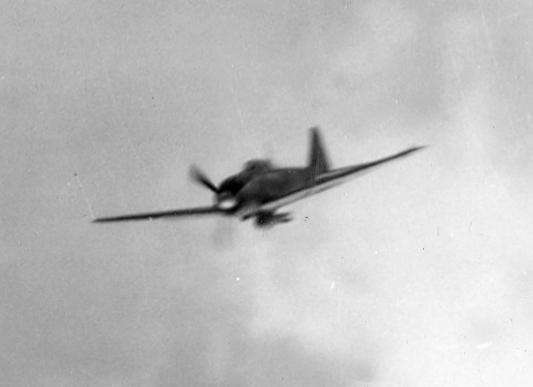
1945年5月14日，一架零式戰鬥機攜帶炸彈向企業號俯衝，並即將撞入飛行甲板。自雷伊泰灣海戰後，企業號已經歷過多次神風自殺飛機攻擊。到沖繩戰役時期，日軍自殺飛機數量大幅增加，而企業號更先後在4月及5月兩次被自殺飛機擊中。

1944年12月24日，企業號離開珍珠港，並在1945年1月5日與艦隊會合。重編為夜戰航空母艦後，企業號的機隊由34架F6F及21架TBF組成，不再有俯衝轟炸機，並專責夜間戰鬥。日間企業號及獨立號從屬於波根指揮的第2分隊，但到夜間則獨立為第5分隊，由馬提亞·賈納（Matthias B. Gardner）少將指揮。接著艦隊先後空襲台灣、呂宋及琉球群島的日軍機場，但攻擊效果不大。
1月10日，企業號等艦穿過巴斯海峽，前往空襲法屬印度支那的日軍補給據點。海爾賽認為伊勢號及日向號兩艘戰艦在雷伊泰灣海戰後撤到越南，故先攻擊金蘭灣。
1月12日，艦隊抵達越南外海。凌晨3時30分，企業號的第5分隊先派飛機偵察，而到早上6時40分，戰艦及巡洋艦等則開往炮轟金蘭灣的戰艦。到7時30分，第1、2及3分隊的航空母艦開始派飛機空襲。整日艦隊空襲了歸仁及西貢等地，並一共擊沉45艘日軍軍艦及商船，摧毀多艘油船。由於港內沒有日軍戰艦，美軍的炮艦在早上8時已經撤返。晚間艦隊撤往東面補油，並迴避颱風。海面大浪使艦隊到14日才完成補油。
1月15日上午，艦隊空襲了高雄及左營港，並擊沉了旗風號及松號兩艘驅逐艦，惟低能見度使空襲成效欠佳。下午艦隊再次西進，並於16日空襲了香港、廣州及海南。惡劣天氣及密集防空火炮雖令空襲多有阻滯，但美軍仍擊沉多艘日軍運輸艦。連日空襲前夕，企業號都先派飛機在日出前偵察，然後在日間加入攻擊。17日東北季候風加強，迫使艦隊撤回呂宋西面海域補油，然後再次空襲台灣。
1月21日早上，艦隊開始派飛機攻擊台灣各地機場及海港。日軍的自殺飛機於中午發現美軍第3分隊，並先後擊傷蘭利號及提康德羅加號。第2分隊在同日亦有遇襲，但未有受損。傍晚提康德羅加號撤返烏利西，而企業號等則往北航行，預備空襲沖繩島及硫磺島。22日，艦隊空襲了沖繩，並作詳細攝影偵察，搜集情報，以作日後登陸之用。晚上艦隊撤走，於26日返抵烏利西休整修理。同日斯普魯恩斯接替海爾賽指揮美軍艦隊，編制上改為第五艦隊，而快速航空母艦編隊亦再次易名，為第58特遣艦隊，由密茲契指揮。

## 硫磺及琉球群島戰事

### 硫磺島戰役

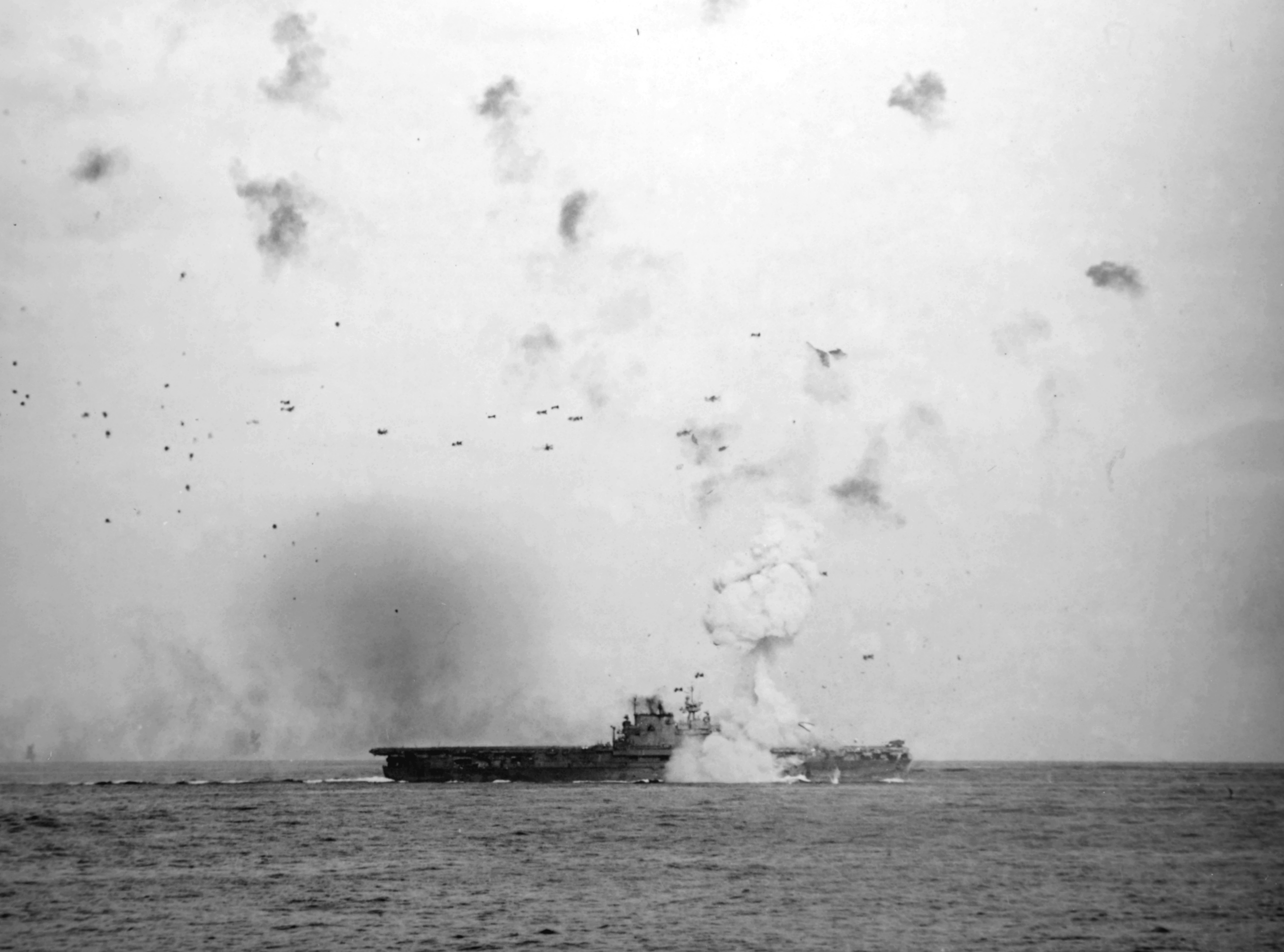
1945年5月14日，企業號被神風自殺飛機擊中艦艏飛行甲板。是次攻擊雖然沒有造成嚴重傷亡，但企業號卻因此被迫撤返美國，無法見證日本在三個月後投降。

1945年2月10日，第五艦隊魚貫離開烏利西，前往空襲日本本土。企業號繼續擔任夜戰航母分隊旗艦，同行艦尚有薩拉托加號。艦隊先往東北，於12日在天寧島與陸戰隊作演習，然後加速往北前進，準備空襲東京。
2月16日，艦隊先派五波戰機，掃蕩東京灣一帶的機場。第3分隊的戰機率先抵達東京上空，並攻擊了港口設施；而第2分隊雖遭遇近百架日機攔截，但擊落日機近40架。中午密茲契派轟炸機空襲東京大田區等地的工廠；傍晚則派企業號的夜間戰鬥機攻擊機場。17日艦隊前往硫磺島，預備支援即將登陸的美軍。
2月19日，美國陸戰隊開始登陸硫磺島，硫磺島戰役爆發。由於登陸部隊及艦隊都需要夜間戰鬥機保護，密茲契將企業號留下保護艦隊，而薩拉托加號則保護登陸部隊。然而薩拉托加號在21日甫進入執勤崗位，便遭日本神風特攻隊重創，被迫撤出戰爭。無奈之下，密茲契只好派企業號接替薩拉托加號。23日企業號暫時脫離快速航母艦隊，加入支援陸戰隊的護航航空母艦陣列。當日下午4時25分起，企業號開始晝夜為陸戰隊提供戰機掩護，其飛行作業一直到3月2日晚上11時30分，才因惡劣天氣而暫時停止，創下美國航母持續最長的飛行作業紀錄。6日陸軍夜間戰鬥機陸續接管支援工作，而企業號則在9日離開琉磺島，於12日返抵烏利西休整。

### 沖繩戰役
3月14日，艦隊離開烏利西，前往支援沖繩戰役，並先空襲九州，削弱該處的日軍空中力量。企業號被編入拉德福的第4分隊，同行艦有旗艦約克鎮號、無畏號、蘭利號及獨立號。
3月18日上午，艦隊開始派出機隊，空襲九州各地機場，但宇垣纏在美軍攻擊前，已派出僅餘的飛機升空，正前往攻擊第4分隊，故美軍收獲不大。早上7時25分，企業號被日軍轟炸機突襲，並被一枚炸彈擊中。雖然炸彈因投彈高度過低而未有引爆，但企業號卻遭友軍的5吋防空炮彈破片擊中，造成兩死四傷。下午約克鎮號遭到日本飛機擊傷，在搶修後繼續作戰。次日第2分隊的富蘭克林號遭到自殺飛機重創。由於第2分隊的航母多已受損，企業號及部分軍艦臨時調入第2分隊，協助受損軍艦撤退。20日企業號及富蘭克林號再次遭受自殺飛機攻擊，企業號雖勉強避過攻擊，但再次遭到友軍防空炮擊中，造成數人死亡，並引爆企業號艦上的5吋防空炮彈，一度引起火災。下午企業號撲滅火災後，繼續跟隨艦隊作戰。22日企業號掩護受創的富蘭克林號及胡蜂號離開戰場，在24日一同進入烏利西維修。

### 兩次自殺飛機攻擊

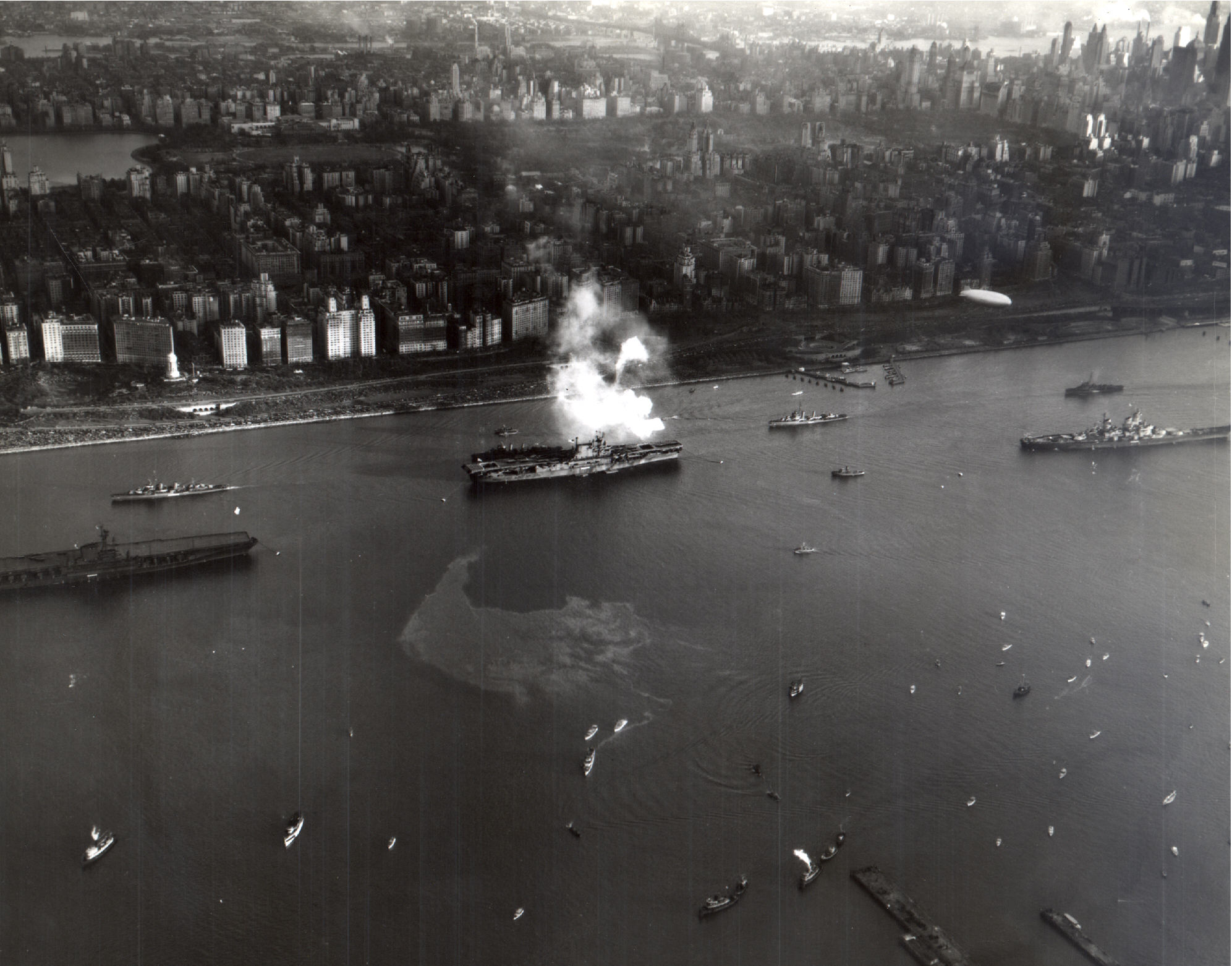
1945年10月27日，企業號（中）參與紐約的海軍日慶典，並鳴放21響禮炮，向在前方驅逐艦的總統杜魯門致意。相中其中兩艘軍艦在二戰中有重要意義：右方的戰艦為密蘇里號，日本代表在9月於艦上簽字投降；而企業號則是海軍在太平洋戰爭功績最高的航空母艦。左方的大型航空母艦是服役不久的中途島號，未有參與大戰。

4月5日，企業號離開烏利西，並在次日與蘭道夫號會合。7日坊之岬海戰爆發，而企業號兩艦要到8日才與艦隊會合，未能趕上參戰。接著戴維森重組第2分隊，並以企業號為旗艦，同行艦包括蘭道夫號及獨立號。艦隊繼續支援參與沖繩戰役的陸戰隊。由於日軍俘虜稱將在11日發動大規模自殺飛機攻擊，密茲契加緊戰機警備。11日日軍一如所料，在下午1時30分起大舉進攻。2時5分，企業號的防空炮擊傷了一架衝向艾塞克斯號的自殺飛機。該飛機即時轉向攻擊企業號，迫使企業號轉向迴避。雖然首輪攻擊未有命中，企業號卻因此轉為順風而駛，防空炮火的煙霧無法迅速吹散，影響防空炮手視野。不久另一架彗星轟炸機從後迫近，機翼撞上兩座40毫米防空炮之間，而所攜炸彈則在艦側右舷爆炸。炸彈使艦島劇烈搖晃，支撐SK雷達的桅桿因此受損，造成雷達無法運作；艦體部分發電機以及螺旋槳齒輪也受損失靈。

下午3時，企業號再次遭到自殺飛機攻擊。一架彗星轟炸機突然從高空俯衝而下，並撞落企業號右舷外25呎海面，然後在水下爆炸。爆炸將大量碎片及飛行燃料炸上半空，然後灑落企業號的飛行甲板，引發火災。雖然飛行甲板的火勢很快便撲滅，但企業號仍被迫中止飛行作業48小時。攻擊一共造成一死18人傷。由於受損不輕，14日企業號離開艦隊，返回烏利西作緊急維修。
5月3日，企業號離開烏利西，在6日再與艦隊會合。企業號加入薛曼指揮的第3分隊，同行艦有旗艦艾塞克斯號、艦隊旗艦碉堡山號、蘭道夫號及巴丹號，繼續支援沖繩戰役。11日上午，碉堡山號被日軍轟炸機重創，迫使密茲契將艦隊旗艦轉到企業號。接著兩日，企業號的夜間戰鬥機成功攔截日軍自殺飛機，使艦隊在白晝完全免於日軍飛機攻擊。
不過到14日，企業號的防線終於被攻破。當日清晨時分，26架日軍自殺飛機同時攻擊艦隊，艦隊雖成功擊落25架，但其中一架零式成功在雲層藏匿，然後伺機進攻。6時56分該架零式突然在企業號上方俯衝，擊中艦艏升降台及後方飛行甲板，然後隨同炸彈在機庫甲板爆炸。爆炸使艦艏飛行甲板嚴重扭曲，升降台徹底損毀，而艦艏亦無法隔開入水。攻擊造成13人死68人受傷，並使企業號無法派出飛機。火災雖然在半小時後撲滅，但企業號已無法執勤。次日密茲契將旗艦轉到蘭道夫號，而企業號則在16日離開艦隊，途經烏利西及珍珠港，返回美國維修，自此未再參戰。

## 魔毯行動、退役與拆解

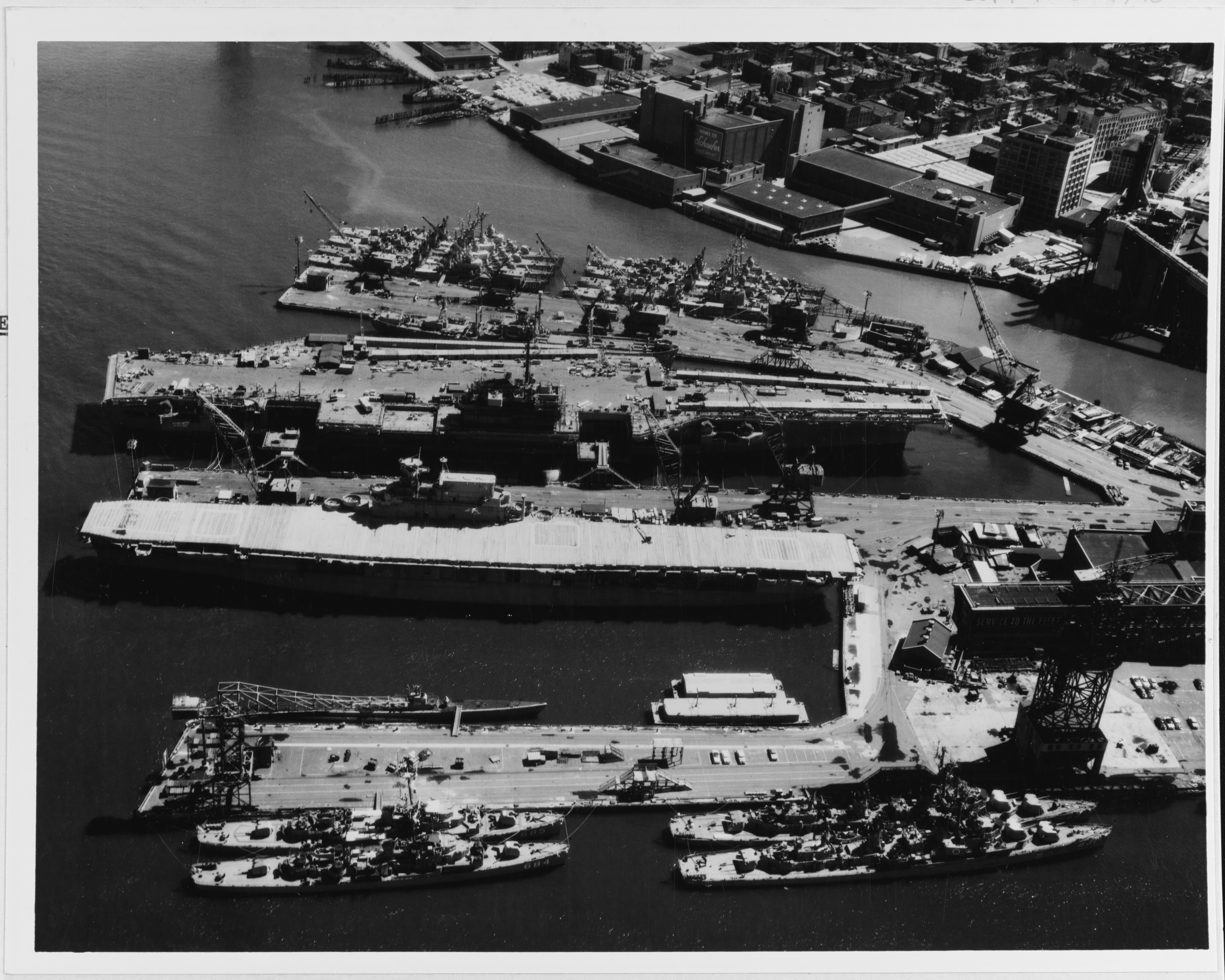
企業號的盡頭：1958年6月22日，企業號（下）在布魯克林船廠停泊，預備出售拆解。戰後企業號的性能已經過時，再加上多次捐贈計畫失敗，而未能保留紀念。企業號上方停泊的是下水半個月的超級航空母艦獨立號，象徵著美國海軍的世代交替。

1945年6月7日，企業號返抵普吉灣海軍基地，並進入船塢維修。8月15日日本投降時，企業號仍在船塢之內。離開船塢後，9月初企業號參與首階段魔毯行動，最後一次前往太平洋，到珍珠港搭載美軍返國。25日企業號搭載1,141名乘客，前往紐約，在10月17日抵達。接著企業號留在紐約，並參與27日紐約海軍日的慶祝活動。
10月31日，企業號前往波士頓海軍船廠稍作改裝，以騰出更多空間搭載乘客。11月初企業號前往英國作另一次魔毯行動航行，在23日抵達南安普敦。期間英國第一海軍大臣艾伯特·維克托·亞歷山大（Albert Victor Alexander，後成為第一代希爾斯堡的亞歷山大男爵）曾經登艦參觀。按照英國皇家海軍傳統，第一海軍大臣登上的艦隻必須懸掛英國海軍部的旗幟，而企業號亦遵從此傳統。這是自1628年英國海軍部成立以來，海軍部旗幟首次在非英國艦隻上升起。亞歷山大在離開企業號時，將該面海軍部旗幟送企業號留念。接著企業號搭載了4,668人返回美國。
1946年1月1日，企業號最後一次離開港口，前往亞速爾群島，並接載了3,557人。18日企業號返抵新澤西州貝永，在5月進入貝永船塢，預備退役。
1947年2月17日，企業號在貝永退役，並自此在紐約封存。早在企業號預備退役前夕，美國國內已有聲音要求將企業號永久保留。1945年8月二戰結束後，美國海軍部長詹姆斯·福萊斯特曾向總統杜魯門撰信，稱企業號是海軍在二次大戰的絕佳象徵，建議政府以戰爭紀念物方式保留企業號，並獲杜魯門同意。當時美國海軍並沒有保留軍艦的傳統，全國只有憲法號及星座號兩艘帆船在行政指令下獲得保留。1946年，海軍先後向紐約州、新奧爾良、波特蘭及西雅圖等地政府提出捐贈，但各地均以維護成本過高為由而拒絕。1948年11月，新任海軍部長約翰·蘇利民（John L. Sullivan）只好向杜魯門提出延遲捐贈計畫。
企業號自此繼續在貝永封存。1950年韓戰爆發，企業號在1951年被重編為攻擊航母，舷號改為CVA-6；到1953年企業號又成為首批重編為反潛航母的軍艦，舷號改為CVS-6。然而企業號顯然無法在噴射機年代繼續服役，故此海軍並沒有對企業號作任何改動。不過，企業號並沒有自此被公眾遺忘。1949年，三藩市科學及工業博物館（San Francisco Museum of Science and Industry）曾提議海軍將企業號調到三藩市的金銀島海軍基地，並改裝為博物館及實驗室兩用艦，但海軍卻以轉移費用過高為由拒絕。此外，當金凱德上將在1950年退役時，也特意在企業號上舉行退役典禮。金凱德本人在聖克魯茲海戰曾以企業號為旗艦。企業號的老兵則在1954年成立老兵聯誼組織。
1956年10月2日，海軍將企業號從海軍名冊除籍，預備出售拆解，在退伍老兵中引起極大迴響。企業號的老兵組織（由退役上將海爾賽率領）即時向海軍及國會抗議。1957年5月22日，美國參議員、企業號老兵沃倫·麥格努森向國會提出第96號聯合決議案，要求海軍部長將企業號轉交老兵組織，並置於華盛頓特區永久保留。這項議案在參眾兩院獲得支持，並獲時任總統艾森豪於1957年8月28日簽署生效。不過，決議案卻同時要求老兵組織必須在半年內籌募二百萬美金，以支付艦艇保存費用，否則海軍部長將可在半年後出售企業號。
由於時間緊絀、金額過高及經濟不景，籌款運動最終失敗。結果，老兵組織與海軍達成妥協，放棄保留企業號，換取以下三項條件：第一，正在建造的全球第一艘核動力航空母艦須命名為企業號；第二，組織可以10,000美元的低價捐款，將建造中的海軍及陸戰隊紀念球場兩座升降機大樓命名為企業；第三，海軍須捐贈企業號可留為紀念的物品或建築。按照起初的協定，海軍打算把企業號獨特的三腳桅杆放置到紀念球場的升降機大樓頂部，並充當海軍旗的旗桿。然而場館建築師卻大力反對，指此舉會令維修非常困難，海軍最終只好作罷。後來，由於企業號的拆解地點在新澤西州卡尼，艦體必須通過布魯克林大橋的高度限制才可抵達，結果企業號的三腳桅杆被提早拆毀。
1958年7月1日，企業號艦體以561,333美元出售。同年秋季企業號開始拆解，工序在1960年3月完成。

## 榮譽及紀念
企業號在太平洋戰爭一共獲得20枚戰鬥之星，為美國海軍艦艇之最；排行第二的聖地牙哥號總共獲得18枚戰鬥之星，企業號亦是美國第一艘獲頒美國總統部隊嘉許獎的航空母艦。1995年5月15日，美國國防部向企業號等追贈第16特遣艦隊嘉獎，以表揚艦隊空襲東京。企業號所獲的全部軍事榮譽見下：
|  |  |

|  |  | Silver star · Silver star · Silver star · Silver star |
|  |  | Bronze star                                           |

| 美國總統部隊嘉許獎 | 海軍部隊嘉獎 |

| 美國防禦服役獎章： 「艦隊」橫扣 | 美國戰役獎章         | 太平洋戰爭獎章： 20枚戰鬥之星 |
| 第二次世界大戰勝利獎章          | 菲律賓總統部隊嘉許獎 | 菲律賓解放獎章： 一枚戰鬥之星 |

目前企業號仍有數項遺物留落民間。企業號在聖克魯茲海戰升起的美國國旗，現存放於彭薩科拉的海航博物館展出。企業號艦艉的艦名鋼板亦沒有拆毀，由船塢工人轉送給新澤西州河谷鎮（River Vale），並在當地展出。至於企業號的艦鐘則在1950年轉移到海軍官校。

## 文化描寫
- 1976年電影《中途島（英语：Midway (1976 film)）》
- 2019年電影《決戰中途島》
- 战舰世界等舰船遊戲企划创作了以该级战舰为原型的變種形象
- 戰艦少女，碧藍航線，深渊地平线，黑潮：深海觉醒，拂晓：胜利之刻，胜利佳丽等舰船拟人企划创作了以该舰为原型的拟人化形象。

## 資料出處
1. ↑  Friedman 1983，第392頁Sumrall 1990，第141-142頁
2. 1 2 3 4 5  .   [2012-05-22]. （原始内容存档于2021-01-25）.
3. 1 2 3 4 5  .   [2021-02-17]. （原始内容存档于2020-08-20）.
4. 1 2  Nofi 2010，第241頁
5. ↑  Nofi 2010，第241-243頁
6. ↑  Nofi 2010，第243-244頁
7. ↑  Nofi 2010，第244-245頁
8. ↑  Nofi 2010，第245頁
9. ↑  Nofi 2010，第245-246頁
10. ↑  Nofi 2010，第246頁
11. ↑  Nofi 2010，第262頁
12. ↑  Stafford 2002，第19頁
13. ↑  Morison 1988，第121-122頁第3冊。
14. ↑  Morison 1988，第122頁第3冊。
15. ↑  Morison 1988，第122頁第3冊；Stafford 2002，第23-30頁企業號老兵網站：USS Enterprise CV-6: 1941 （页面存档备份，存于）
16. ↑  Morison 1988，第216-217, 241頁第3冊；Stafford 2002，第32-36頁
17. 1 2  Morison 1988，第262-264頁第3冊。
18. ↑  Morison 1988，第264-265頁第3冊。
19. ↑  Morison 1988，第264-268頁第3冊；Stafford 2002，第74頁Sumrall 1990，第141-142頁
20. ↑  Morison 1988，第391-392頁第3冊。
21. ↑  Rose 1995，第48-74頁Morison 1988，第394頁第3冊。
22. ↑  Rose 1995，第77, 94頁
23. ↑  Henry 2003，第84頁
24. ↑  Morison 1988，第102頁第4冊。
25. 1 2  Morison 1988，第103頁第4冊。
26. ↑  Morison 1988，第114頁第4冊。
27. ↑  Symonds 2011，第254-255頁
28. ↑  Symonds 2011，第256-257頁
29. ↑  Symonds 2011，第274-275頁
30. ↑  Symonds 2011，第275-276頁
31. ↑  Symonds 2011，第276-279頁
32. ↑  Symonds 2011，第295-298頁
33. ↑  Symonds 2011，第295-308頁
34. ↑  Symonds 2011，第331-335頁
35. ↑  Symonds 2011，第345-347頁
36. ↑  Symonds 2011，第350-355頁
37. ↑  Stafford 2002，第118, 122頁
38. ↑  Stafford 2002，第123-124頁Morison 1988，第14-16頁第4冊。
39. ↑  Morison 1988，第58-63頁第4冊。
40. ↑  Morison 1988，第83頁第4冊。
41. ↑  Morison 1988，第87-89頁第4冊。
42. ↑  Morison 1988，第89-91頁第4冊。
43. ↑  Morison 1988，第92-99頁第4冊；Stafford 2002，第149-151頁
44. ↑  Morison 1988，第99-104頁第4冊；Stafford 2002，第149-151頁
45. ↑  Stafford 2002，第171頁Sumrall 1990，第142頁
46. ↑  Stafford 2002，第173頁
47. ↑  Morison 1988，第201-209頁第5冊。
48. ↑  Rose 1995，第236-240頁
49. ↑  Morison 1988，第213-214頁第5冊。
50. ↑  Morison 1988，第215-218頁第5冊；Stafford 2002，第191-198頁
51. ↑  Stafford 2002，第199-211頁
52. ↑  Stafford 2002，第214-215頁Morison 1988，第259-262頁第5冊。
53. ↑  Stafford 2002，第225-241頁Morison 1988，第263-269頁第5冊。
54. ↑  Stafford 2002，第249-251頁
55. ↑  Stafford 2002，第252-258頁Morison 1988，第259-363頁第4冊。
56. ↑  Stafford 2002，第261-271頁
57. ↑  Sumrall 1990，第148-150頁
58. ↑  Stafford 2002，第282-285頁
59. ↑  Morison 1988，第114-118頁第7冊。第一分隊包括旗艦新約克鎮號、新列星頓號及科本斯號，負責奪取制空權；第三分隊有旗艦艾塞克斯號、碉堡山號及獨立號，負責攻擊拉包爾及支援登陸塔拉瓦；第四分隊則有旗艦薩拉托加號及普林斯頓號，作後備支援。
60. ↑  Morison 1988，第121-135頁第7冊。
61. ↑  Stafford 2002，第300-308頁Morison 1988，第143-144頁第7冊。
62. ↑  Morison 1988，第190頁
63. ↑  Morison 1988，第190頁第7冊。
64. ↑  Morison 1988，第192-193頁第7冊。
65. ↑  Stafford 2002，第313-315頁Morison 1988，第194-197頁第7冊。
66. ↑  Morison 1988，第208頁第7冊。其時第2分隊由蒙哥馬利指揮，有旗艦艾塞克斯號、無畏號及卡伯特號；第三分隊由薛曼少將指揮，下轄旗艦碉堡山號、蒙特利號及科本斯號；第四分隊由山姆·堅達（Samuel P. Ginder）少將指揮，下轄旗艦薩拉托加號、普林斯頓號及新蘭利號。
67. ↑  Morison 1988，第219頁第7冊。
68. ↑  Stafford 2002，第324-327頁Morison 1988，第218, 257-258頁第7冊。
69. ↑  Stafford 2002，第328-345頁Morison 1988，第320頁第7冊。
70. ↑  Morison 1988，第321-325頁第7冊。
71. ↑  Stafford 2002，第346-347頁
72. ↑  Morison 1988，第27-29頁第8冊。
73. ↑  Stafford 2002，第347-348頁；企業號1944年3月航海日記：Enterprise (CV-6) War Diary - March 1944 - Page 2 - WWII Archives （页面存档备份，存于）、Enterprise (CV-6) War Diary - March 1944 - Page 3 - WWII Archives （页面存档备份，存于）、Enterprise (CV-6) War Diary - March 1944 - Page 4 - WWII Archives （页面存档备份，存于）、Enterprise (CV-6) War Diary - March 1944 - Page 5 - WWII Archives （页面存档备份，存于）、Enterprise (CV-6) War Diary - March 1944 - Page 6 - WWII Archives （页面存档备份，存于）、Enterprise (CV-6) War Diary - March 1944 - Page 7 - WWII Archives （页面存档备份，存于）
74. ↑  第58特遣艦隊行動－空襲帛琉 （页面存档备份，存于）第2分隊有旗艦碉堡山號、新大黃蜂號、蒙特利號及卡伯特號，由蒙哥馬利指揮；小李維同時指揮第3分隊，包括其旗艦約克鎮號、艦隊旗艦列星頓號、普林斯頓號及蘭利號；第5分隊有旗艦薩拉托加號，在3月4日前往會合英國艦隊，空襲沙邦市（Sabang）。
75. ↑  Stafford 2002，第347-357頁Morison 1988，第29-34頁第8冊。
76. ↑  Morison 1988，第36頁第8冊。此時第1分隊旗艦為大黃蜂號，由約瑟·J.·克拉克（Joseph J. Clark）少將指揮，下轄貝勞森林號、科本斯號及巴丹號；第2分隊仍由蒙哥馬利指揮，有旗艦碉堡山號、約克鎮號、蒙特利號及卡伯特號；第3分隊由小李維指揮，有旗艦企業號、列星頓號、普林斯頓號及蘭利號。威利斯·李的五艘戰艦：北卡羅萊納號、印第安納號、麻薩諸塞號、南達科他號及阿拉巴馬號，隨同第3分隊作戰，以預防日軍聯合艦隊攻擊，後來則分成第七分隊單獨作戰。
77. ↑  Morison 1988，第37頁第8冊。
78. ↑  Stafford 2002，第357-370頁Morison 1988，第38-41頁第8冊。
79. ↑  Morison 1988，第174頁第8冊。第1分隊由克拉克少將指揮，有旗艦大黃蜂號、約克鎮號、貝勞森林號及巴丹號；第2分隊由蒙哥馬利少將指揮，有旗艦碉堡山號、胡蜂號、蒙特利號及卡伯特號；第4分隊由威廉·赫利爾（William K. Harrill）少將指揮，有旗艦艾塞克斯號、蘭利號及科本斯號。
80. ↑  Stafford 2002，第371-386頁Morison 1988，第175, 234-237頁第8冊。
81. ↑  Morison 1988，第240, 250-251頁第8冊。
82. ↑  Morison 1988，第251-256頁第8冊。
83. ↑  Morison 1988，第260頁第8冊。
84. ↑  Morison 1988，第262-263頁第8冊。
85. 1 2  Morison 1988，第263-274頁第8冊。
86. ↑  Stafford 2002，第391-392頁Morison 1988，第266-267頁第8冊。
87. ↑  Morison 1988，第268頁第8冊。
88. ↑  Stafford 2002，第393-394頁Morison 1988，第270-271頁第8冊。
89. ↑  Morison 1988，第272頁第8冊。
90. ↑  Stafford 2002，第396-397頁Morison 1988，第274-276頁第8冊。
91. ↑  Morison 1988，第273-274頁第8冊。
92. ↑  Stafford 2002，第400-402頁Morison 1988，第290-294頁第8冊。
93. ↑  Stafford 2002，第402-407頁Morison 1988，第295-301頁第8冊。
94. ↑  Morison 1988，第301頁第8冊。
95. ↑  Morison 1988，第302頁第8冊。
96. ↑  Morison 1988，第303頁第8冊。
97. ↑  Stafford 2002，第408-414頁Morison 1988，第304頁第8冊。
98. ↑  Morison 1988，第307頁第8冊。
99. ↑  Morison 1988，第307-309, 311頁第8冊。
100. ↑  Morison 1988，第311-313頁第8冊。
101. ↑  Stafford 2002，第416-417頁
102. ↑  Stafford 2002，第419-420頁
103. 1 2 3  第38特遣艦隊行動－雷伊泰灣 （页面存档备份，存于）8月26日時，第一分隊由老約翰·席德尼·麥凱恩中將指揮，下轄旗艦胡蜂號、大黃蜂號、科本斯號及蒙特利號；第二分隊由傑拉德·波根（Gerald F. Bogan）少將的第二分隊，同行艦有旗艦無畏號、碉堡山號、卡伯特號及獨立號；第三分隊由薛曼指揮，下轄旗艦艾塞克斯號、艦隊旗艦列星頓號、蘭利號及普林斯頓號。
104. 1 2  Morison 1988，第13頁第12冊。
105. ↑  Stafford 2002，第420-428頁
106. ↑  Stafford 2002，第428-430頁
107. ↑  Stafford 2002，第430-433頁Morison 1988，第91頁第12冊。
108. ↑  Stafford 2002，第434-442頁Morison 1988，第93頁第12冊。
109. ↑  Stafford 2002，第443-444頁Morison 1988，第94頁第12冊。
110. ↑  Morison 1988，第95-100頁第12冊。
111. ↑  Stafford 2002，第445-449頁Morison 1988，第101頁第12冊。
112. ↑  Morison 1988，第101-104頁第12冊。
113. ↑  第38特遣艦隊行動－雷伊泰灣 （页面存档备份，存于）24日海戰爆發前，美軍四支航空母艦分隊如下：第1分隊仍由麥凱恩中將指揮，下轄旗艦胡蜂號、大黃蜂號、漢考克號（於22日調自第2分隊）、科本斯號及蒙特利號，蒙哥馬利則於30日接替麥凱恩；第2分隊繼續由波根指揮，下轄旗艦無畏號、卡伯特號及獨立號，而碉堡山號則於23日撤返普吉灣海軍船塢維修；第3分隊的指揮仍為薛曼，航空母艦編制不變（分隊旗艦艾塞克斯號、第38特遣艦隊旗艦列星頓號、普林斯頓號及蘭利號）；第4分隊續由戴維森少將指揮，有旗艦富蘭克林號、企業號、聖哈辛托號及貝勞森林號。
114. 1 2  Morison 1988，第175頁第12冊。
115. ↑  Morison 1988，第182-183頁第12冊。
116. ↑  Morison 1988，第184-186頁第12冊。
117. ↑  Morison 1988，第189頁第12冊。
118. ↑  Morison 1988，第190頁第12冊。
119. ↑  Morison 1988，第192頁第12冊。
120. ↑  Morison 1988，第193-195, 320頁第12冊。
121. 1 2 3  Morison 1988，第322-328頁第12冊。
122. ↑  Morison 1988，第308-312頁第12冊。
123. ↑  Morison 1988，第329頁第12冊。
124. ↑  Morison 1988，第331頁第12冊。
125. ↑  Morison 1988，第341-342頁第12冊。
126. ↑  Stafford 2002，第474-477頁Morison 1988，第342頁第12冊。
127. 1 2 3  第38特遣艦隊行動－雷伊泰灣－11月 （页面存档备份，存于）11月1日，美軍四支航空母艦分隊如下：第1分隊由蒙哥馬利指揮，下轄旗艦胡蜂號、大黃蜂號、漢考克號、科本斯號及蒙特利號；第2分隊由波根指揮，下轄旗艦無畏號、卡伯特號及獨立號；第3分隊由薛曼指揮，有旗艦艾塞克斯號、第38特遣艦隊旗艦列星頓號、提康德羅加號、普林斯頓號及蘭利號。受創的富蘭克林號與貝勞森林號在11月初抵達烏利西，然後返回美國修理。
128. ↑  Morison 1988，第353頁第12冊。
129. ↑  Morison 1988，第356頁第12冊。
130. ↑  Stafford 2002，第481-483頁
131. ↑  Stafford 2002，第484-487頁Morison 1988，第315-319頁第12冊。第二分隊由波根指揮，有旗艦列星頓號、漢考克號（麥凱恩旗艦）、大黃蜂號及卡伯特號；第三分隊由薛曼指揮，有旗艦艾塞克斯號、提康德羅加號、蘭利號及聖哈辛托號。第12冊。
132. ↑  Morison 1988，第88-91頁第13冊。
133. ↑  Morison 1988，第164-165頁第13冊。航空母艦將集中力量攻擊補給；而炮艦則往攻擊港內戰艦。
134. ↑  Stafford 2002，第489頁Morison 1988，第165-166頁第13冊。第2分隊為轟炸主力，第1及3分隊則主力派戰機奪取制空權。
135. ↑  Morison 1988，第168-170頁第13冊。
136. ↑  Morison 1988，第170-171頁第13冊。
137. ↑  Stafford 2002，第491-493頁Morison 1988，第171-172頁第13冊。
138. ↑  Morison 1988，第180-181頁第13冊。
139. ↑  Stafford 2002，第495-496頁Morison 1988，第182頁第13冊。
140. ↑  Morison 1988，第183頁第13冊。
141. ↑  Morison 1988，第21頁第14冊。第1分隊由克拉克指揮，有旗艦大黃蜂號、胡蜂號、班寧頓號及貝勞森林號；第2分隊由戴維森指揮，有旗艦列星頓號、漢考克號及聖哈辛托號；第3分隊由薛曼指揮，有旗艦艾塞克斯號、碉堡山號（艦隊旗艦）及科本斯號；第4分隊由拉德福指揮，有旗艦約克鎮號、蘭道夫號、蘭利號及卡伯特號。
142. ↑  Morison 1988，第22-25頁第14冊。
143. ↑  Stafford 2002，第504-506頁Morison 1988，第52-57頁第14冊。
144. ↑  第58特遣艦隊行動－冰山行動－至1945年4月7日 （页面存档备份，存于）第1分隊與硫磺島戰役時相若；第2分隊旗艦改為富蘭克林號，同行艦有蘭道夫號及聖哈辛托號。列星頓號在3月初隨艦隊到烏利西後，返回美國普吉灣維修；而蘭道夫號在3月11日於港內被自殺飛機攻擊受創，要到4月7日才啟程往會合艦隊。卡伯特號在此時加入第3分隊。由於第2及第4分隊屢屢受創，使艦隻在作戰期間有多次轉移，編制並不持續完整。
145. ↑  Stafford 2002，第509-511頁Morison 1988，第94-95頁第14冊。
146. ↑  Stafford 2002，第509-518頁Morison 1988，第94-97頁第14冊。
147. ↑  Stafford 2002，第509-524頁
148. ↑  Stafford 2002，第524-525頁Morison 1988，第210頁第14冊。
149. ↑  Stafford 2002，第527頁
150. ↑  .   [2012年5月22日]. （原始内容存档于2011年7月16日）.
151. ↑  Stafford 2002，第530-534頁Morison 1988，第262-263頁第14冊。
152. ↑  Stafford 2002，第534-538頁Morison 1988，第263-264頁第14冊。
153. 1 2 3  .   [2012-05-22]. （原始内容存档于2021-01-20）.
154. ↑  Stafford 2002，第540-542頁
155. ↑  Stafford 2002，第542頁
156. ↑  Stafford 2002，第542-543頁
157. 1 2 3 4  企業號老兵網站：USS Enterprise CV-6: 1946-1958 （页面存档备份，存于）；Information Concerning the Preservation of USS Enterprise （页面存档备份，存于）；Scrapping the Big E （页面存档备份，存于）
158. ↑  Ewing 1982，第97-100頁
159. ↑  Ewing 1982，第100-101頁
160. ↑  Ewing 1982，第100-103頁
161. ↑  Ewing 1982，第105-107頁
162. ↑  .   [2012-05-22]. （原始内容存档于2020-11-11）.
163. ↑  .   [2012-05-22]. （原始内容存档于2020-10-21）.